# 蓮麻坑

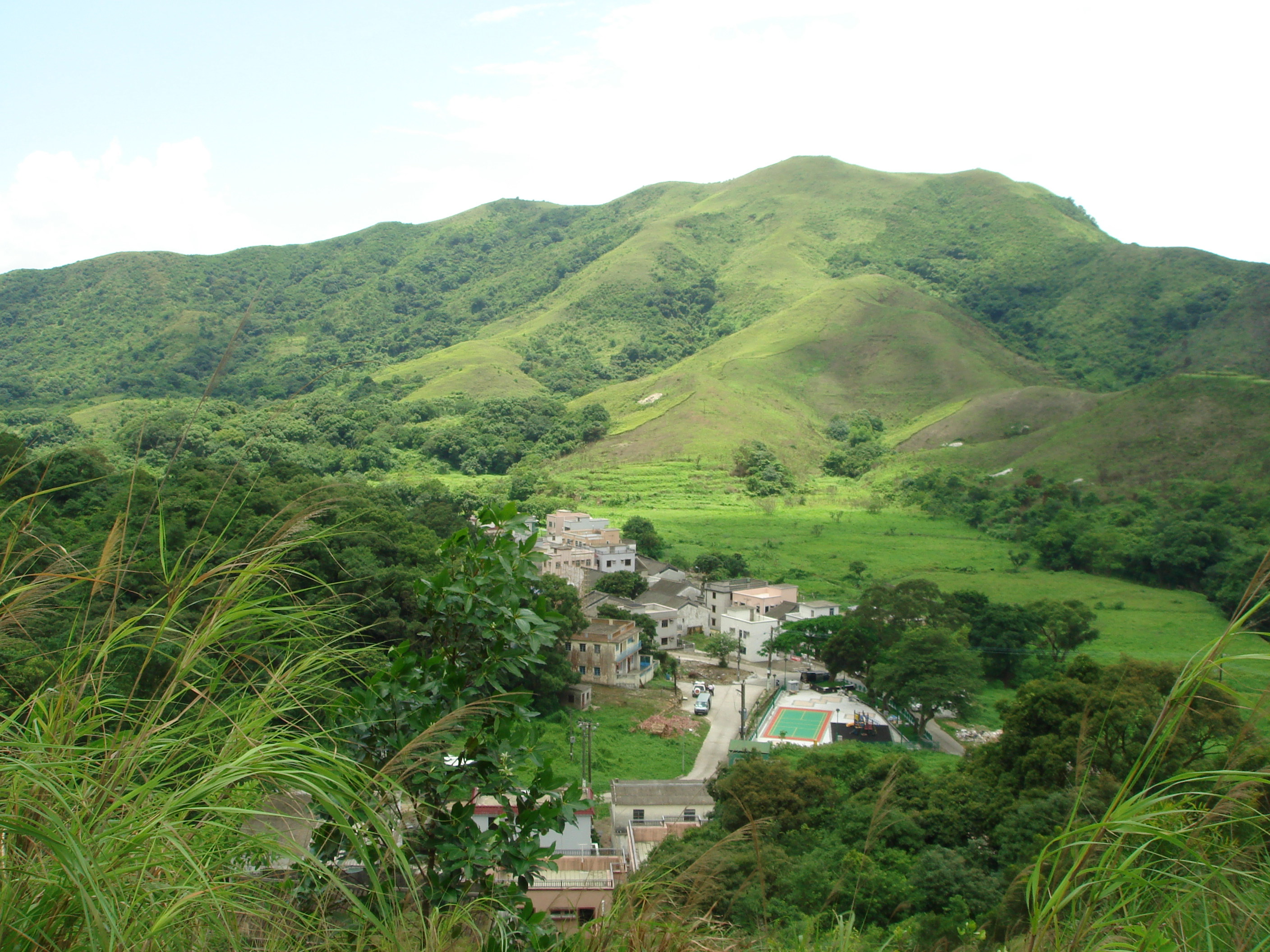
蓮麻坑

蓮麻坑位於香港新界北區邊境禁區附近，沙頭角與打鼓嶺之間。由於蓮麻坑曾經屬禁區範圍，所以蓮麻坑一帶的自然環境沒有受到破壞。外來人士不能隨便進入。蓮麻坑因為當地盛產山橙（當地人稱之為「蓮麻」檸檬 lemon）而得名。當地有礦山，主要是鉛，廢棄的鉛礦山上有一個蝙蝠洞，為香港重要蝙蝠棲息地之一，被列為具特殊科學價值地點（SSSI）。
蓮麻坑村中現時居民少於100人。在全盛時期，曾住滿過千名村民，多为客家人。村中絕大部份村民姓葉，有少數姓劉、官、冼的村民。

## 歷史
「蓮麻坑」早載於清代《新安縣志》。康熙八年復界後，居于广东内陆人士移居蓮麻坑。蓮麻坑人種稻米務農為生。1898年，英國租借新界，蓮麻坑依深圳河一分為二，北面叫長嶺村，歸華界，南面歸英界，但兩村人仍可來往。1949年後，香港政府關閉香港邊境。及後中國經歷大躍進、大饑荒、文革等政治動盪，香港政府擴大邊境禁區，並禁止沒有禁區通行證的人前往，包括當中的蓮麻坑村。蓮麻坑村有一條橋連接位於華界的長嶺村，方便村民來往耕種（耕作口）。村口亦裝上閘門，出入此村要帶禁區紙。

## 日佔時期
蓮麻坑的礦山出產鉛、鋅、黃鐵礦、黃銅礦等礦物，於1930年代末，香港政府於蓮麻坑礦山開採鉛礦。二次世界大戰期間，日本佔領香港，於1942年起繼續開採礦山，以應付太平洋戰爭的軍備需求。1943年夏天，三個蓮麻坑村的少年（葉維里、葉盤嬌、葉煌青）企圖炸毀礦山，以摧毀日本在香港的軍備原料產地。然而，他們的爆破行動失敗，被新界沙頭角的日本憲兵逮捕，並遭毆打及折磨，其後獲釋。葉維里後來參加了廣東人民抗日游擊隊，並與沙頭角地區的民兵常備隊再次攻打蓮麻坑礦山，惟日軍的猛烈抵抗，未行成功攻下礦山。1944年底，當時任東江縱隊偵察員的葉維里再次建議攻打礦山，這次行動有200名游擊隊員及100名民工配合，終於成功把蓮麻坑礦山炸毀。
現時，蓮麻坑礦山上有多個採礦工程的通風井遺址，由於雜草叢生，井口難以察見。現時蓮麻坑礦山通風井一帶已經封鎖，以免有人誤墮井內。据新闻报道，昔日礦場有塌陷及從高處墮下的風險。

## 自然生態環境

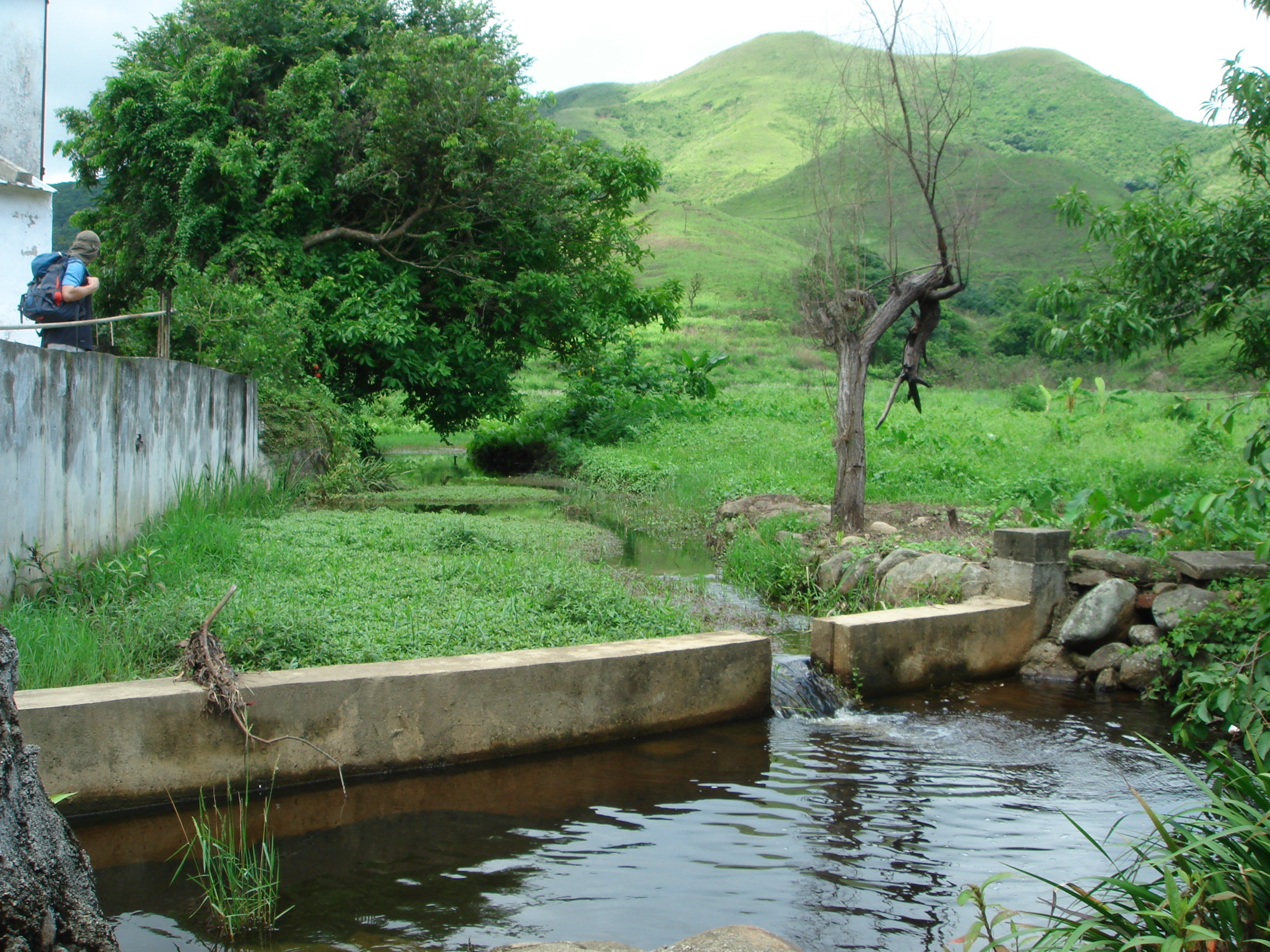
蓮麻坑一溪澗

嘉道理農場的一份生態調查報告指出，蓮麻坑的風水林及次生林為「生態熱點」，森林中曾發現橙頭地鶇、赤麂、果子狸、野豬、七間狸、針毛鼠等。一些罕見物種如香港后稜蛇和3種香港的飛蛾特有品種，都在蓮麻坑發現。次生林中亦首次於香港境內發現麥氏桫欏（Gymnosphaera metteniana），林中亦可以看到受保護的蕨類植物黑桫欏。
蓮麻坑河則被視為受污染深圳河餘下的「清泉」，是深圳河中「最具生態價值」的河段，亦是全港淡水魚類物種最富饒的河溪。該河是未經改造的溪流，在深圳河的上游，2007年被劃為「具特殊科學價值地點」。河溪全長2公里，當地的低地河澗淡水生境仍然健全，有非常多種低地魚類群落，亦有很多稀有品種，有記錄的淡水魚共16種，其中14種是原生的初級淡水魚，佔全港40%，其中更有較罕見的南方波魚、紋唇魚和大剌鰍等。
蓮麻坑鉛礦山上有一個荒廢礦洞，礦場下段通道為蝙蝠提供了不受干擾的歇息地，成為香港最重要的蝙蝠集居地，有大量長翼蝠、南長翼蝠等蝙蝠品種居住。礦場內的通道和鄰近地區在1994年被列為具特殊科學價值地點（SSSI）。
然而，蓮麻坑生態正面對多個危機，包括東部走廊計劃、防洪工程、外來物種薇甘菊侵害、非法捕獵野生動物等。雖然政府建議將蓮麻坑部分地區劃為郊野公園範圍加強保育，但受到當地原居民強烈反對。

## 古蹟文物

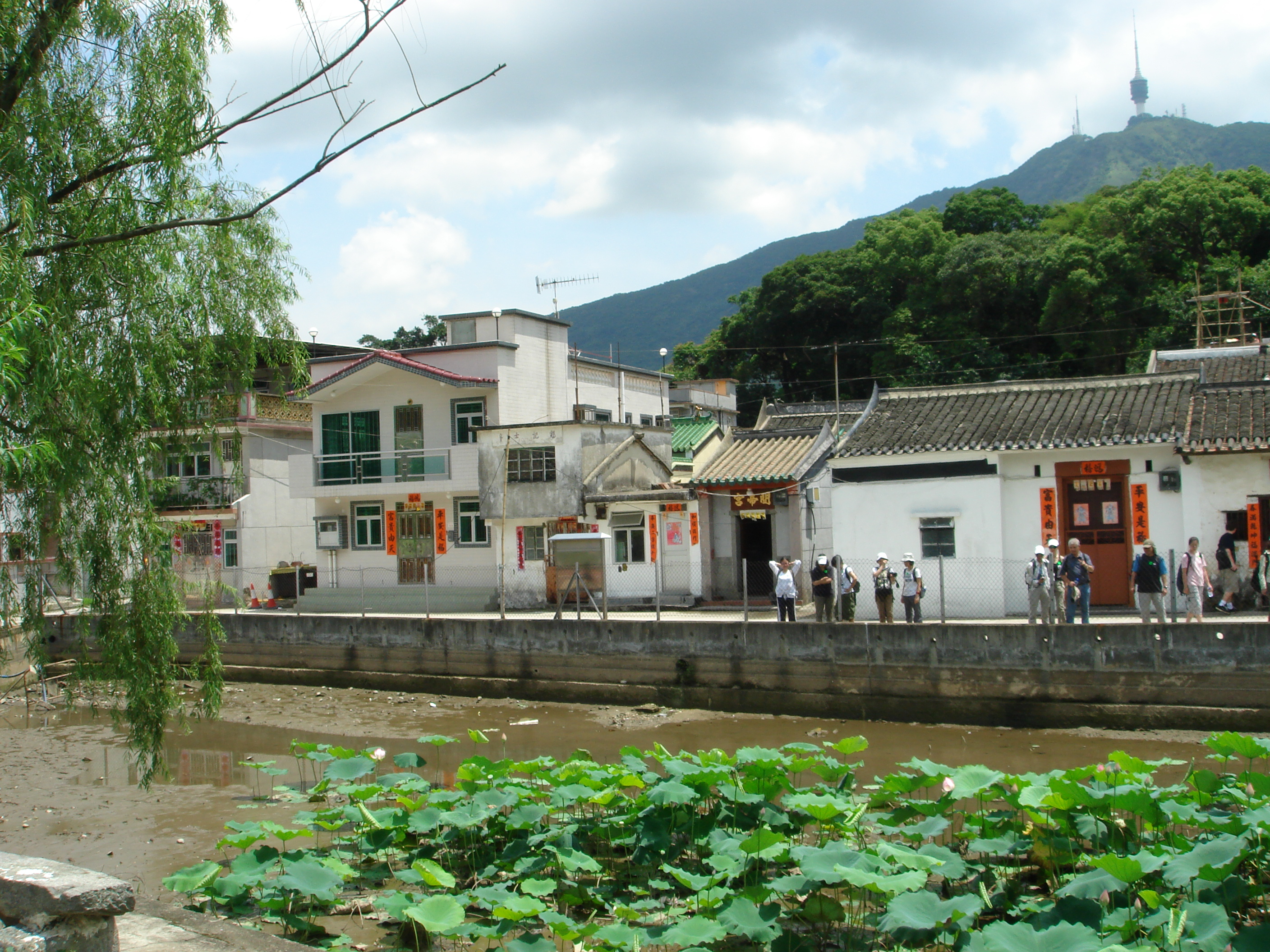
建築群（中間為關帝宮）

蓮麻坑位處邊境禁區，除了深圳烏石鼓石礦場在香港的配套設施（於1980年啟用，1997年廢除）外，數十年來均沒有重大發展，反而保留了不少珍貴歷史建築。蓮麻坑約有200幢房屋為具歷史價值建築，當中170多幢為住宅，其中有10幢已獲評級，包括協天宮、葉定仕故居及6幢麥景陶碉堡。

### 村落
蓮麻坑村是一條雜姓村落，有六姓村民，分別是葉、劉、冼、官、張和曾，是沙頭角鄉十約中之第四約，一村一約是區內罕有之古老大村落。蓮麻坑村有多處風水格局重地，包括風水林、風水池、風水河、風水井及風水口，有六姓八座祠堂（其中劉氏共佔三座）、觀音閣、關帝宮、葉法諸法師、大皇伯公、水口伯公及10多座其它土地伯公，保護整條鄉村。
村內有一呈弧形的風水池，與一排排住宅形成一把『弓』，中間的關帝廟樓梯及葉氏宗祠，像一支箭般，整個村落佈局一直保留至今。村內歷史最悠久的建築物可追溯至清朝興建、現已被評為二級歷史建築的協天宮及鶴山寺。村中有八座氏族祠堂，當中以葉氏宗祠的建築最為宏偉。葉氏祠堂仍保留昔日的中國式瓦頂及屋簷下的紋飾，堂內掛有「明經進士」牌匾，另一邊牆壁則懸掛了「武魁」、「欽點御前侍衛」牌匾及葉夢熊、葉廷顯身穿官服的畫像，展現了葉氏一族的光輝歷史。而在村內一角，亦可見昔日用來防盜或野獸來襲的門樓遺蹟。

### 葉定仕故居
葉定仕故居約建於1907年，由泰國華僑葉定仕出資興建。葉定仕曾協助孫中山革命，因此葉氏建屋時仿照孫中山翠亨村的故居興建。現時大屋日久失修，屋外雜草叢生，露台走廊木板破爛不堪，連外牆也需要木條固定支撐，以免倒塌。葉定仕故居已被古物古蹟辦事處評為法定古蹟。

### 麥景陶碉堡
為了以監視中國軍隊及深圳河對岸形勢，香港政府於1948年在邊境禁區興建了的6幢麥景陶碉堡，以當時的警務處長麥景陶命名，其中一幢建於蓮麻坑附近的礦山。該碉堡被古物古蹟辦事處評為二級歷史建築，現轉作監視偷渡客之用。

### 礦場

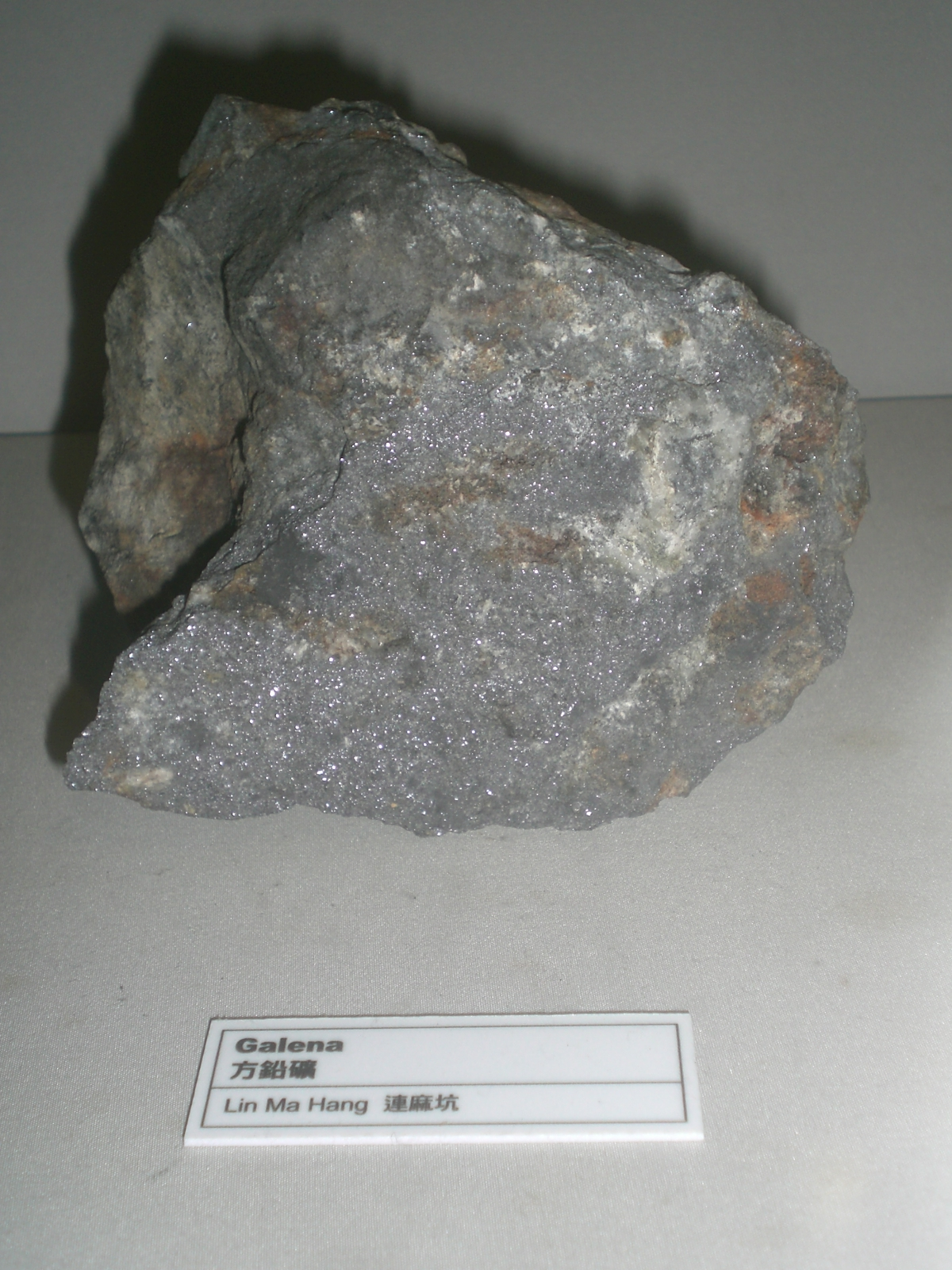
當地出產方鉛礦

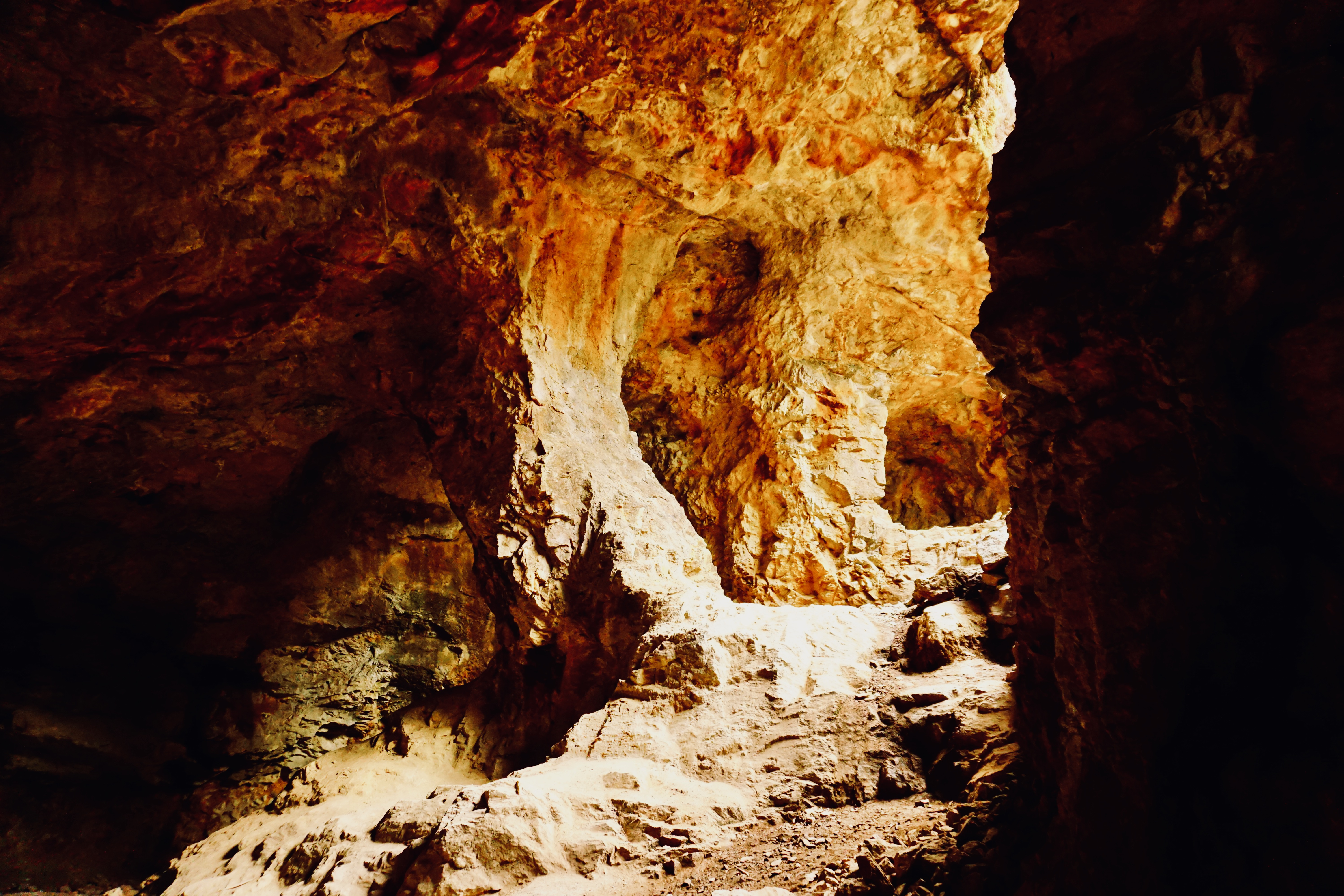
蓮麻坑礦場的石柱

礦場於1930年代末開始開採，運作至1960年代初才結業。有「中國留學生之父」之稱的容閎的兒子容覲彤是一名礦業工程師，曾在蓮麻坑經營礦業達8年之久。礦場出產的包括鉛、鋅、黃鐵礦、黃銅礦等礦物。礦場荒廢後成為蝙蝠的歇息地，是香港最重要的蝙蝠集居地，現已被列為具特殊科學價值地點。據新聞報道，昔日礦場有塌陷及從高處誤墮地底足以致命等危險。

## 交通
蓮麻坑村現時只有一條來往上水的新界區專線小巴59K線，約每半小時一班。由上水站出發，經文錦渡新屋嶺前往。不過蓮麻坑路連接橫瀝至蓮麻坑村一段700米長路段，仍屬邊境禁區，因此進出蓮麻坑村的民眾必須持有有效的禁區紙。2016年1月起，一般市民可以繞過山路步行前往。2025年1月24日起，一般市民可以搭乘專線小巴穿越禁區前往。

## 未來發展
香港特區政府已於2016年1月4日正式將蓮麻坑剔出邊境禁區範圍，並計劃將圍繞蓮麻坑的紅花嶺劃為郊野公園，最終紅花嶺郊野公園於2024年3月1日啟用。

## 非法走私活動
蓮麻坑地處偏僻，經常出現走私活動。2008年，海關曾破獲一個龐大走私集團，集團在香港邊境蓮麻坑圍一帶的沙井及排水渠走私，以避開邊境圍網。

## 知名村民
- 葉鴻輝：香港著名職業足球員，司職守門員

## 圖集

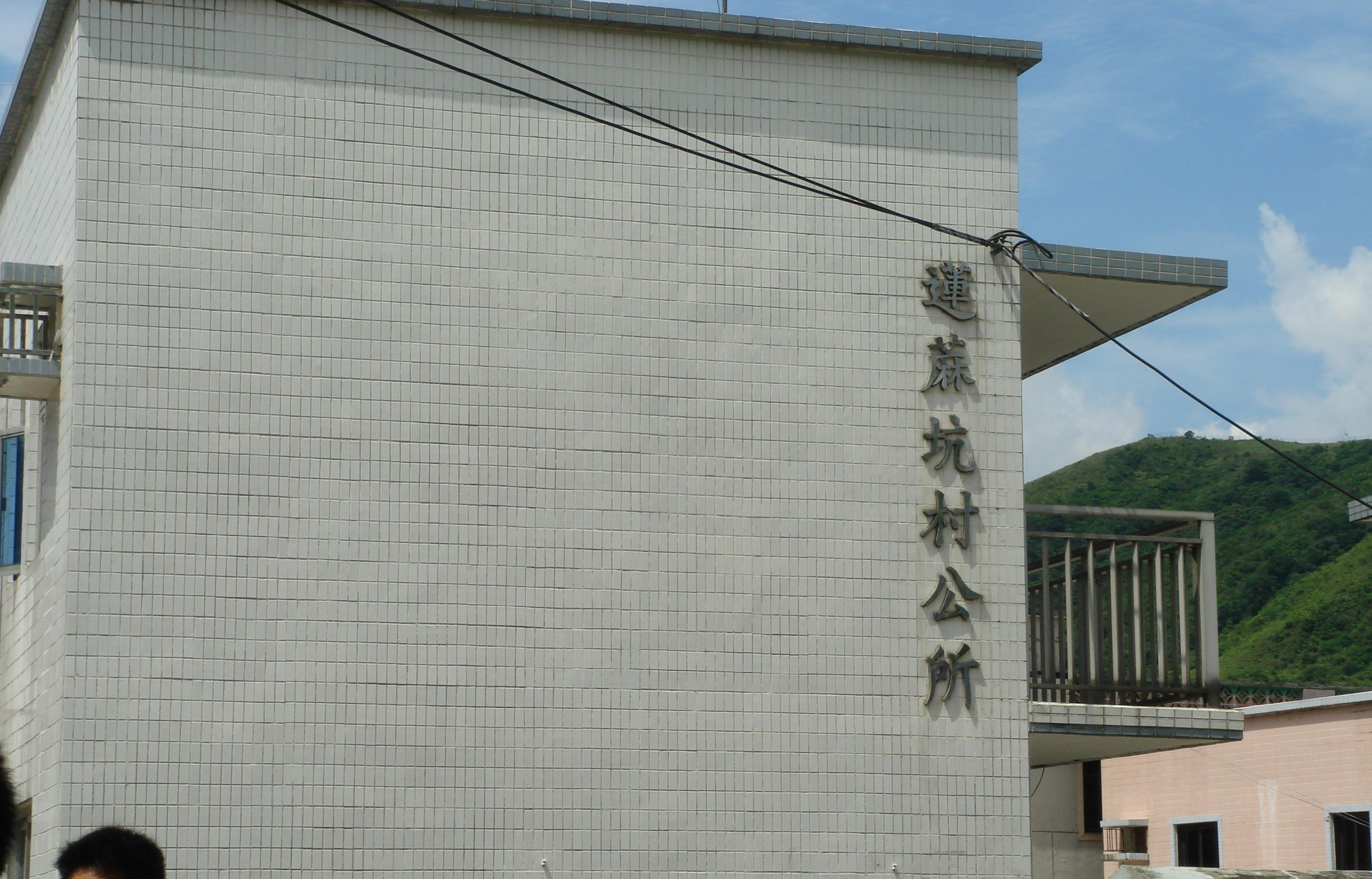
蓮蔴坑村公所
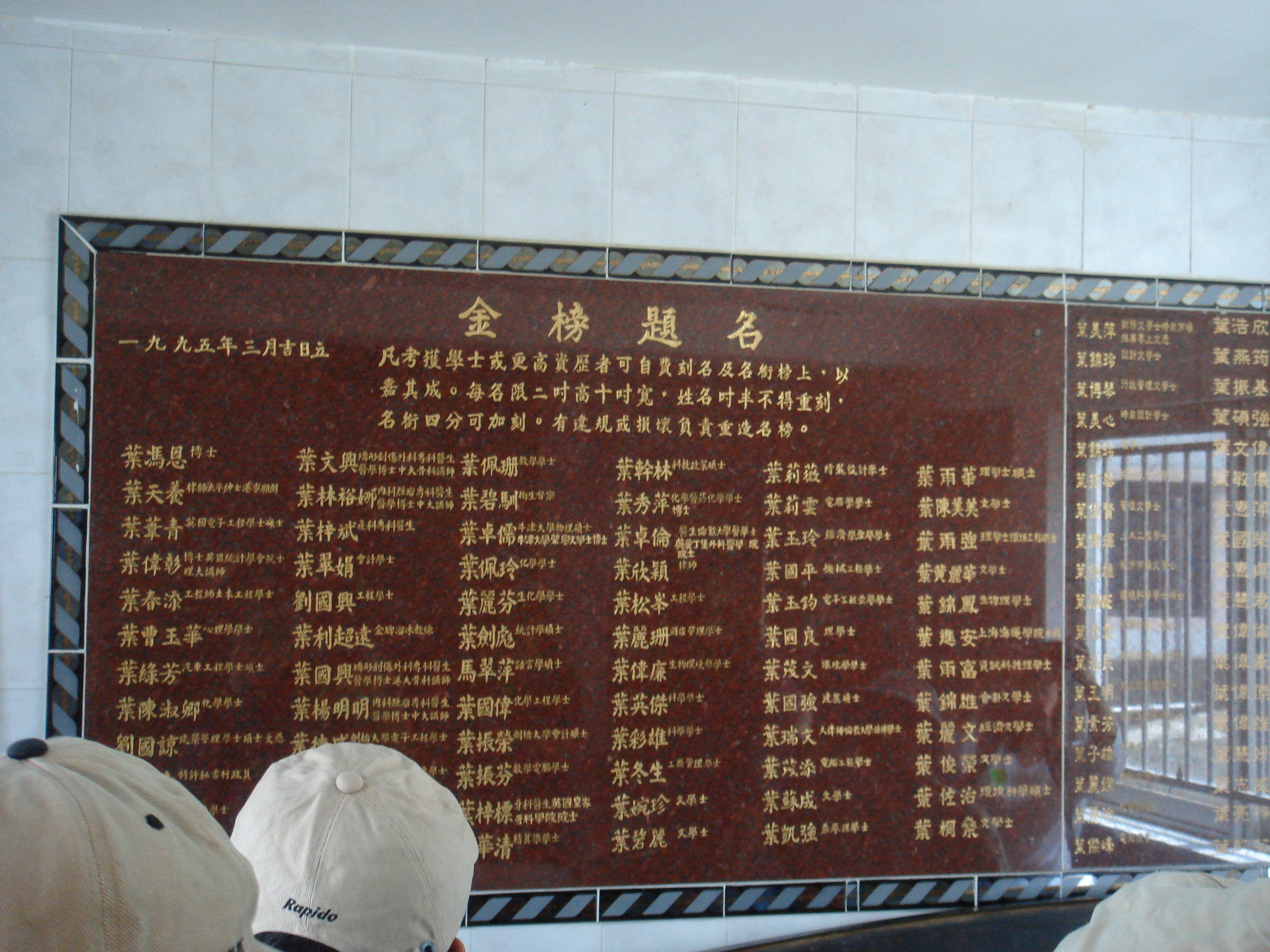
蓮蔴坑村公所內金榜（紀錄村入考獲學士或以上學歷的人士）
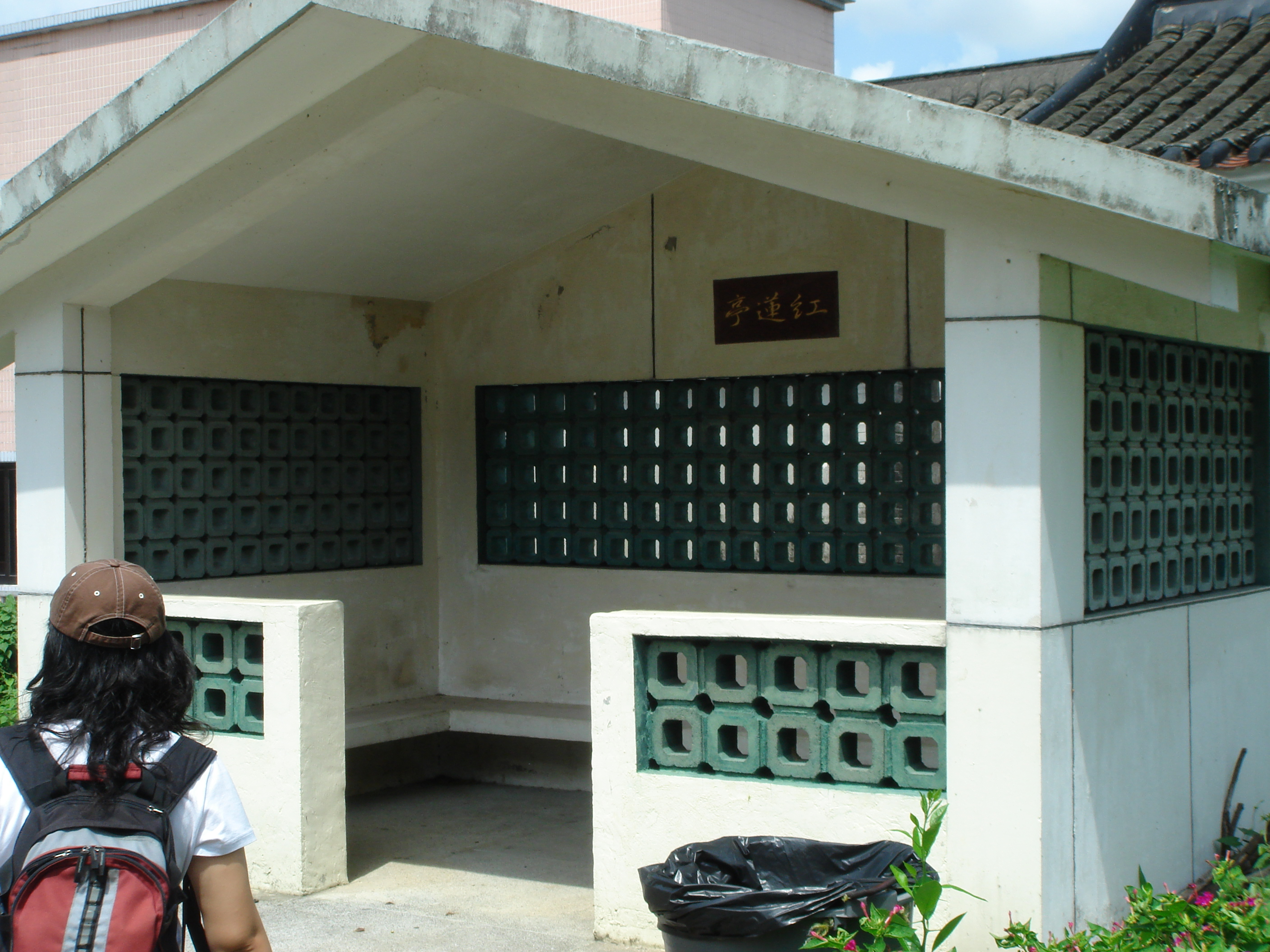
紅蓮亭（位於蓮蔴坑村公所對出）
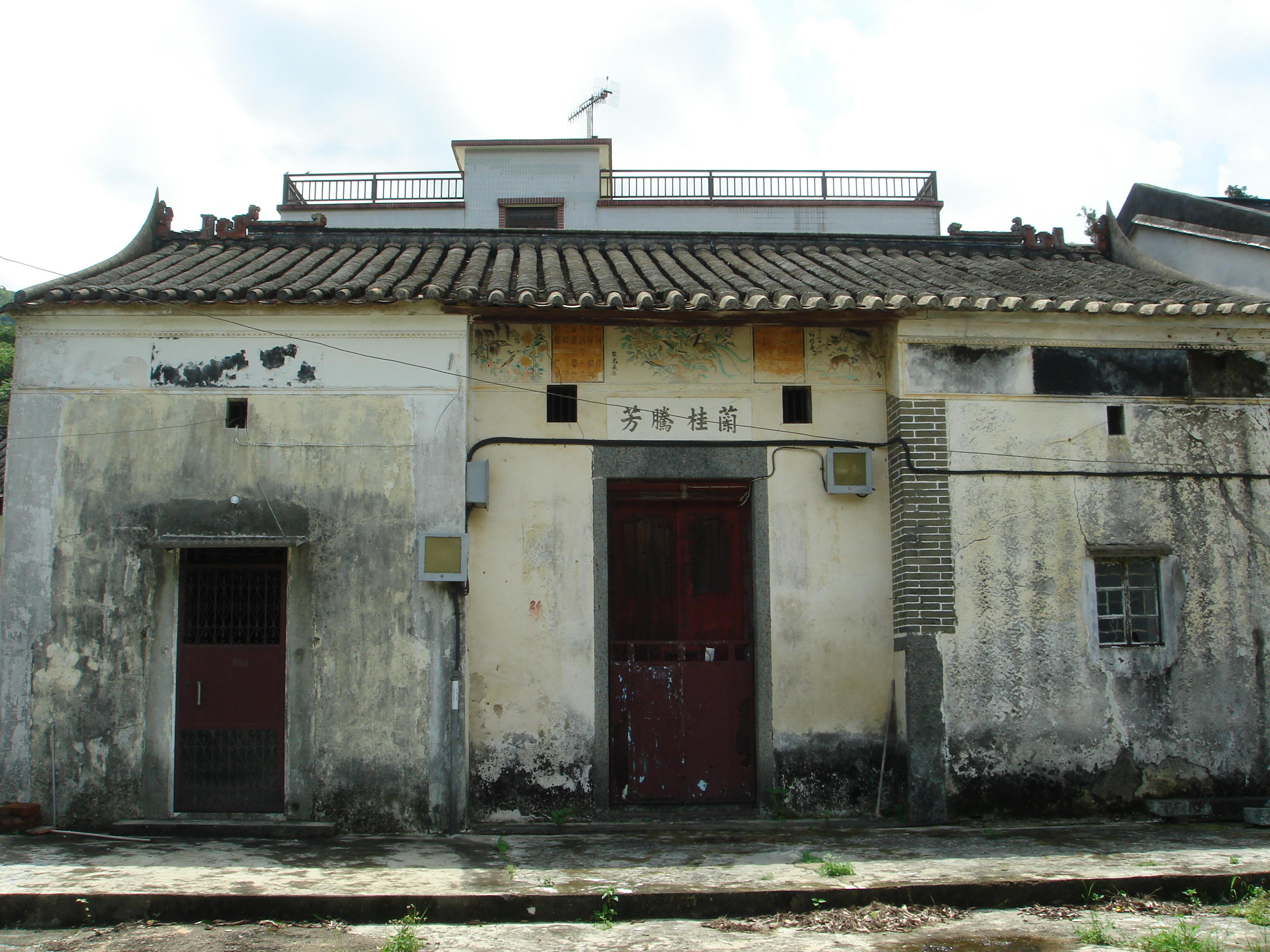
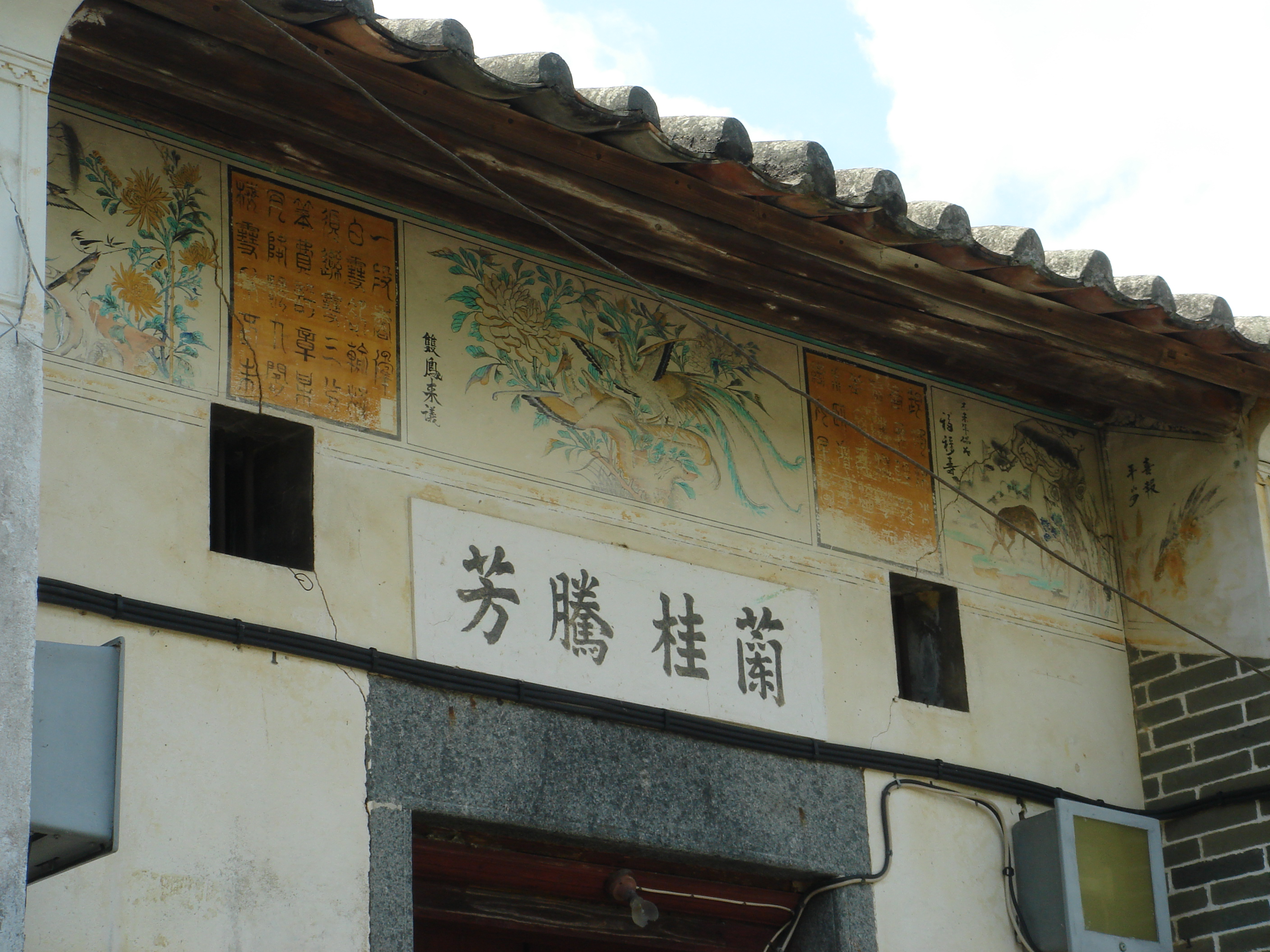
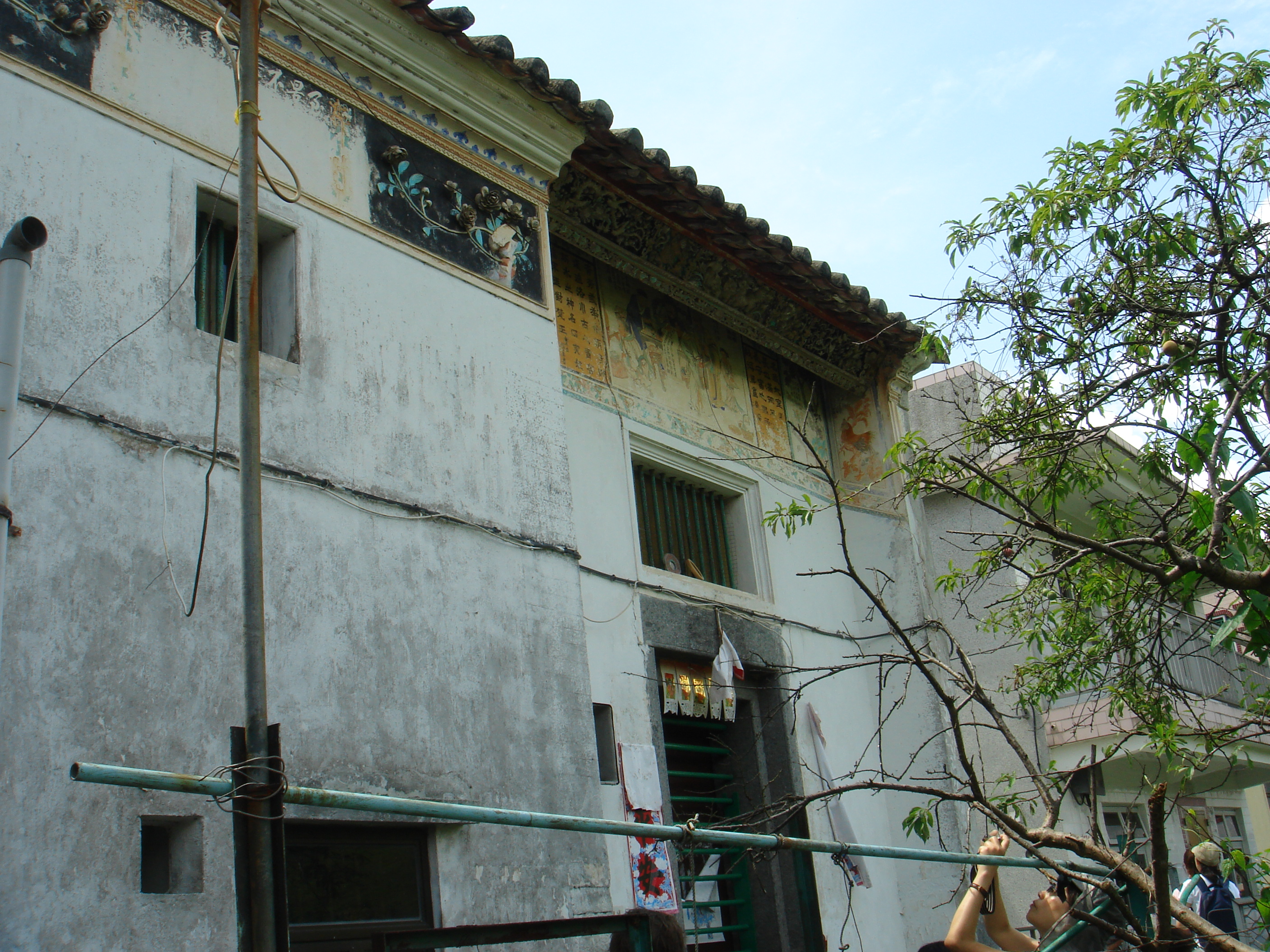
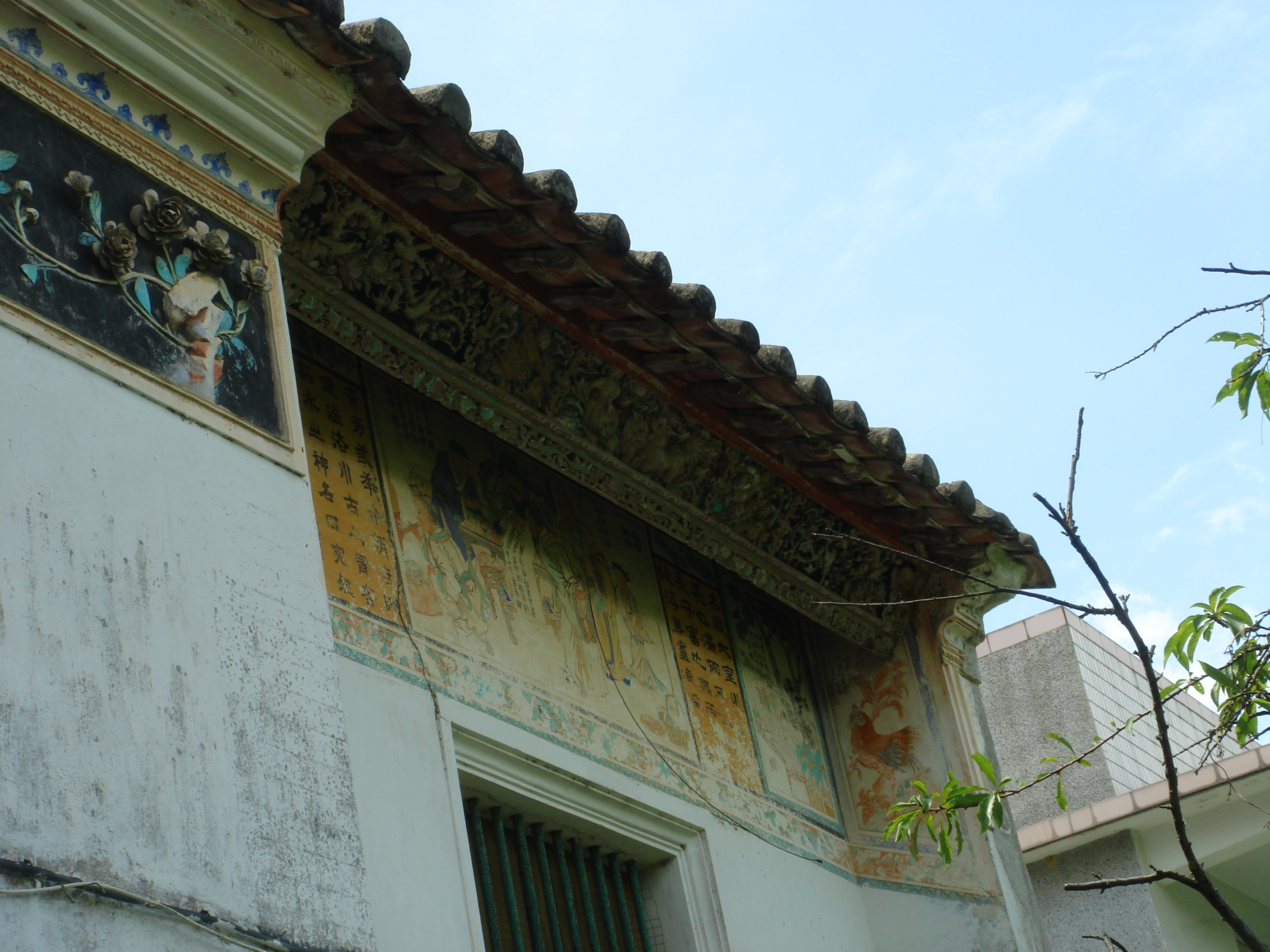
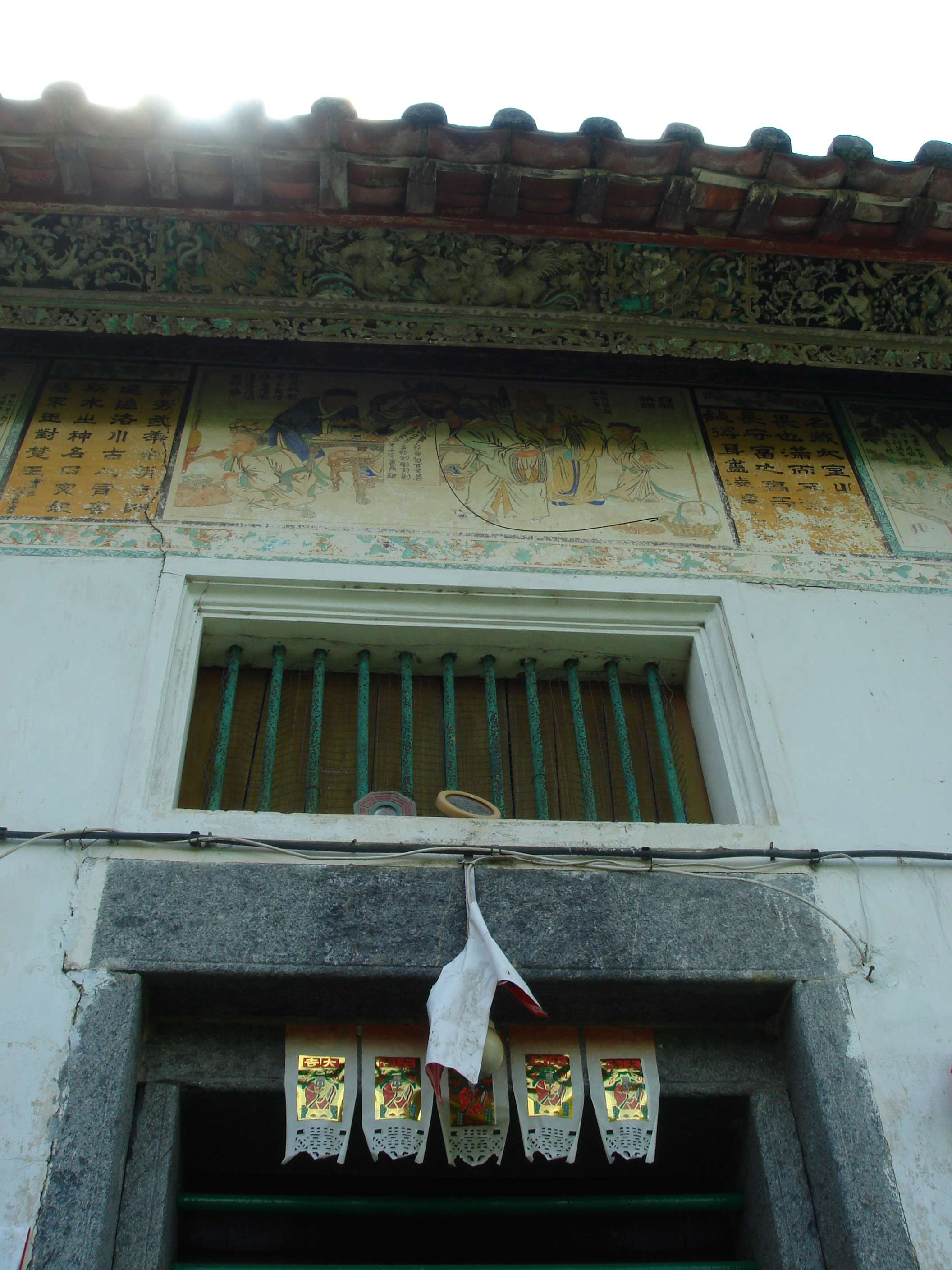
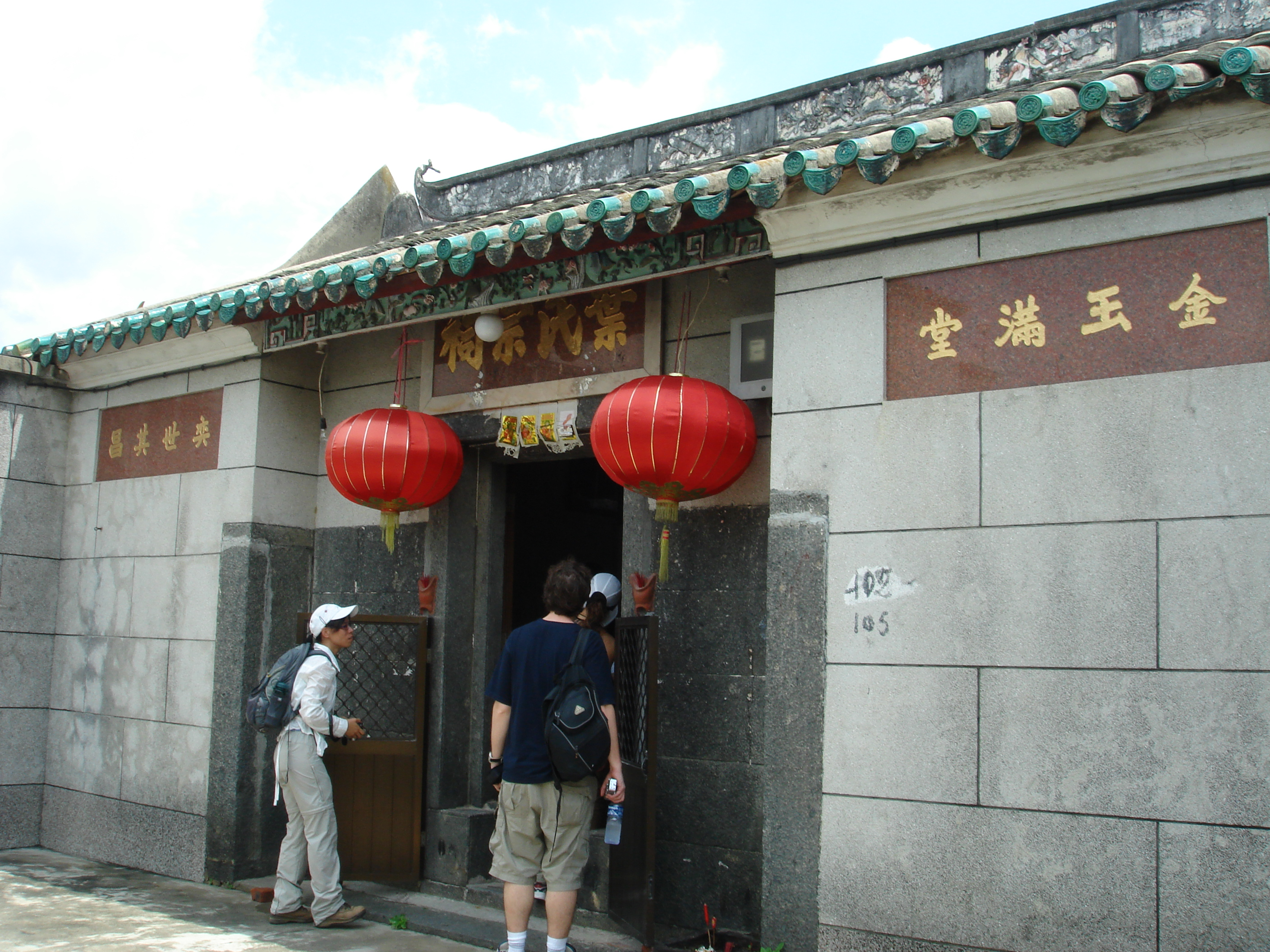
葉氏宗祠
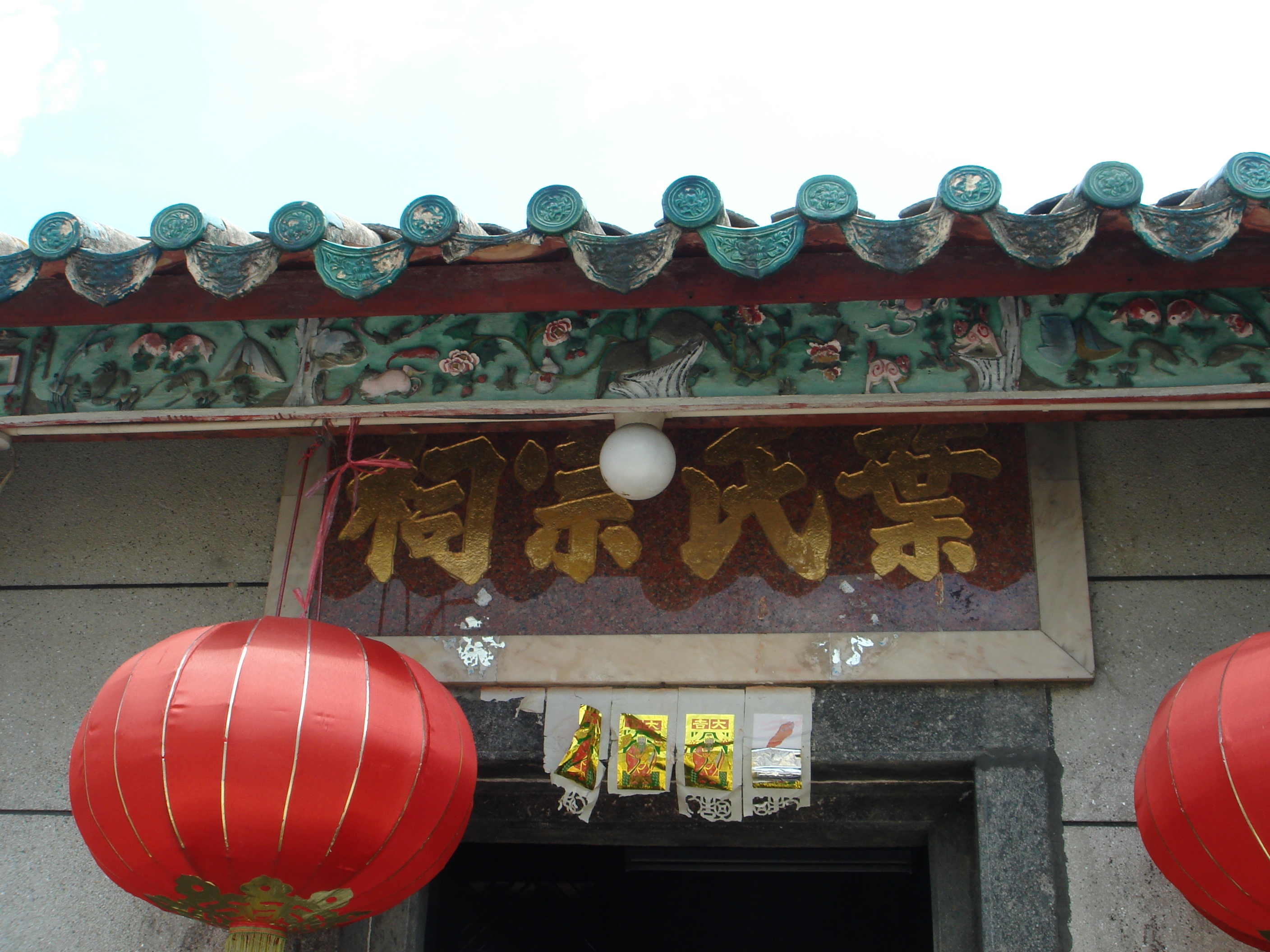
葉氏宗祠
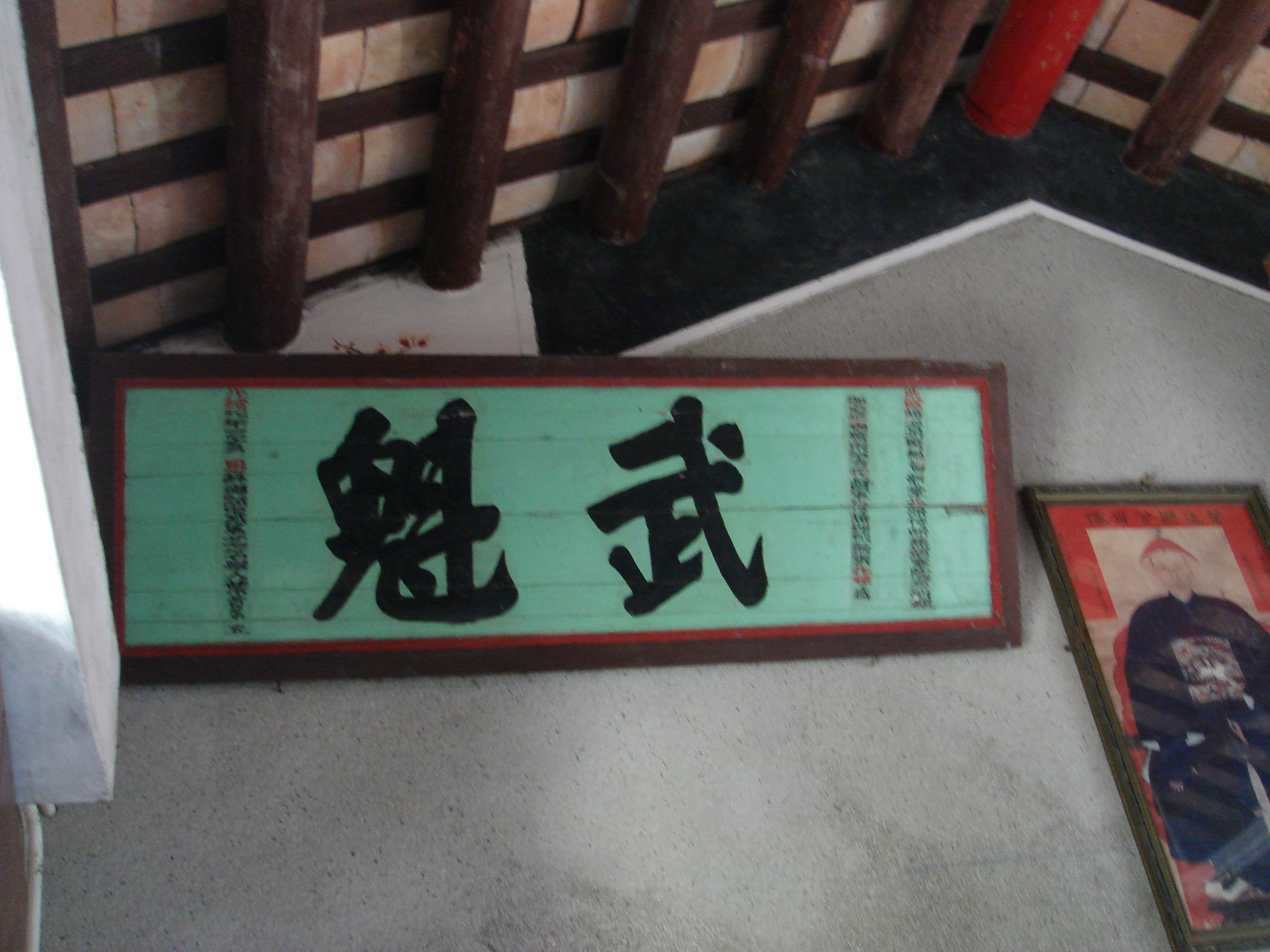
葉氏宗祠內部
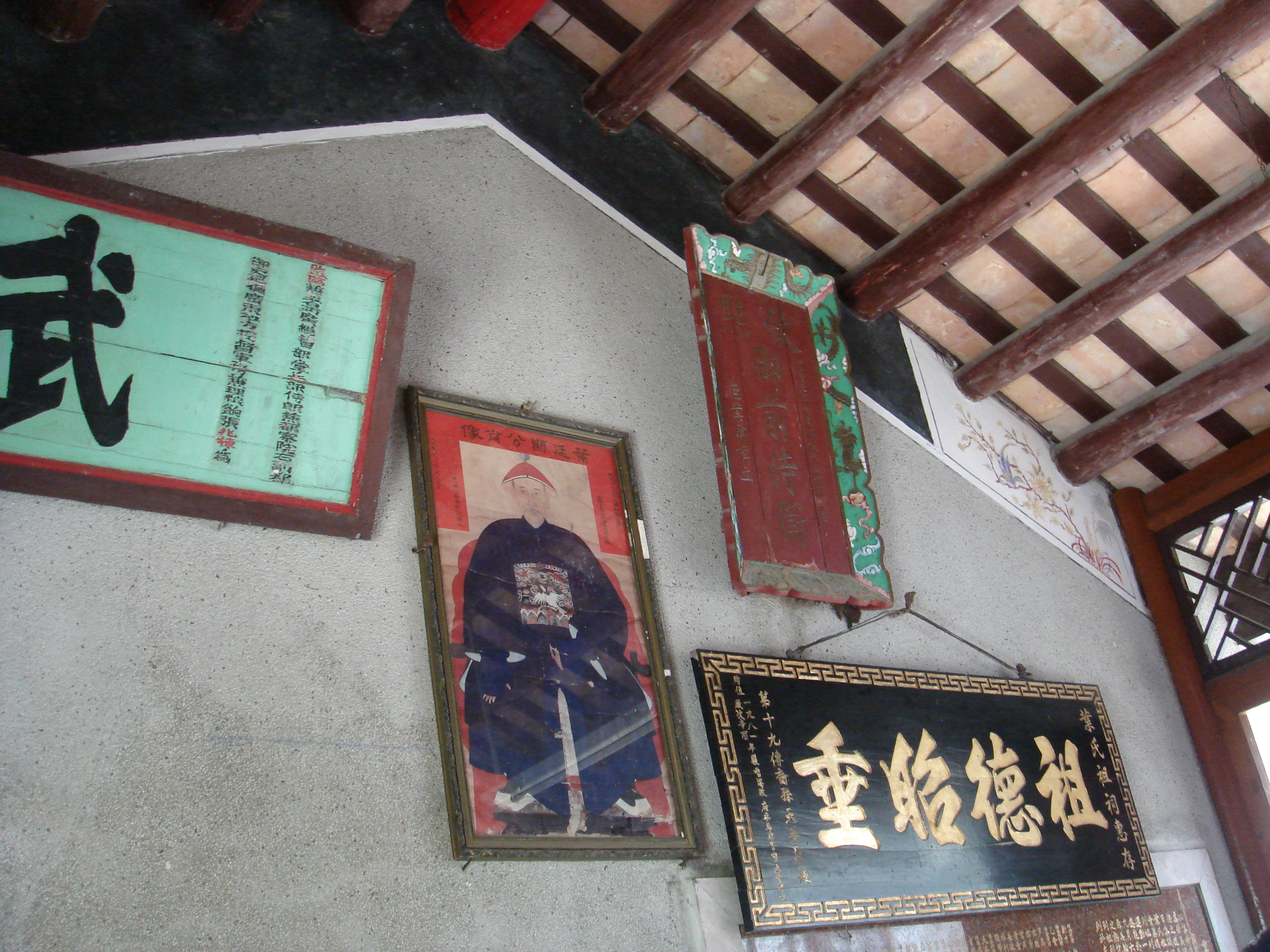
葉氏宗祠內部
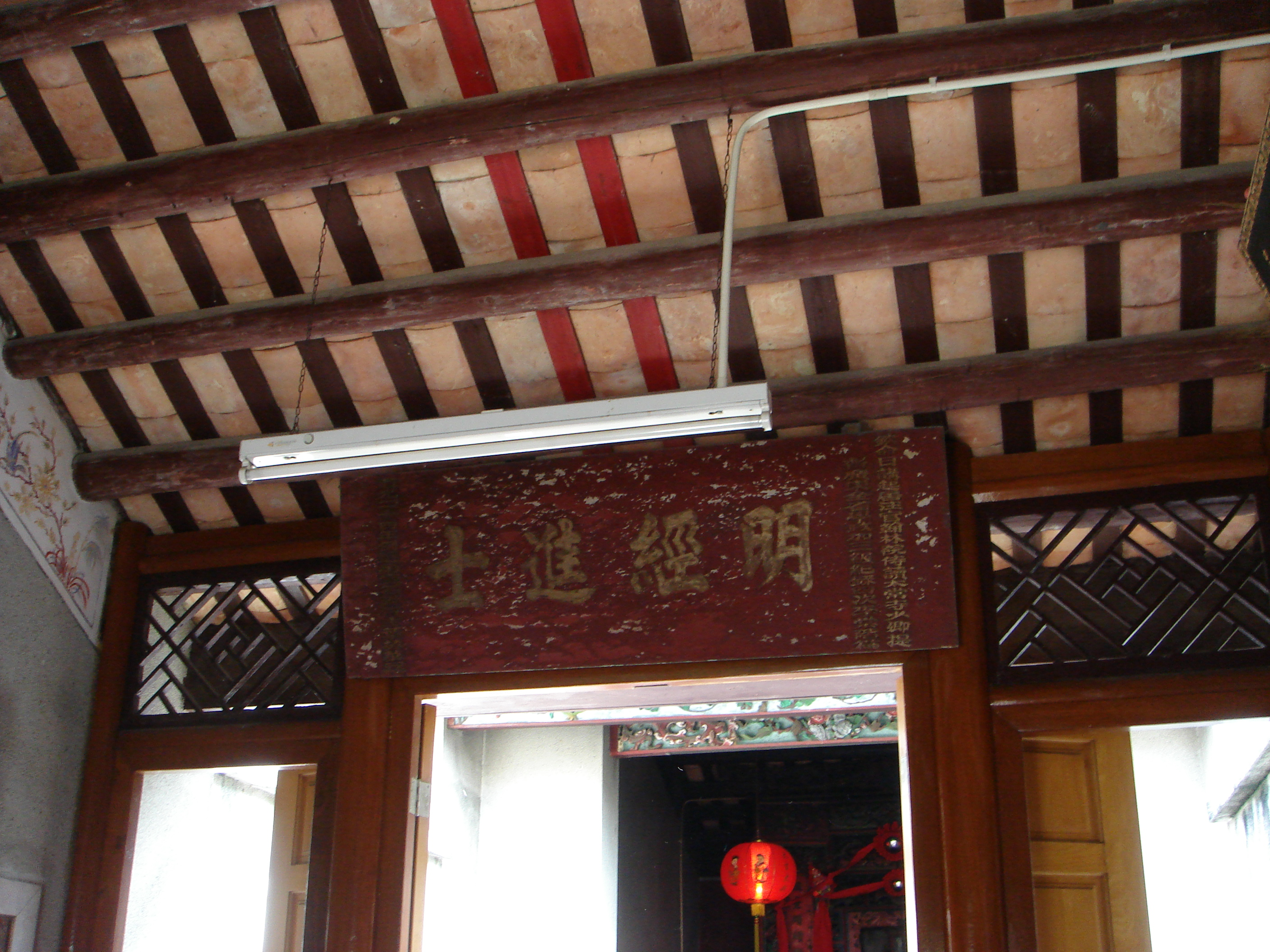
葉氏宗祠內部
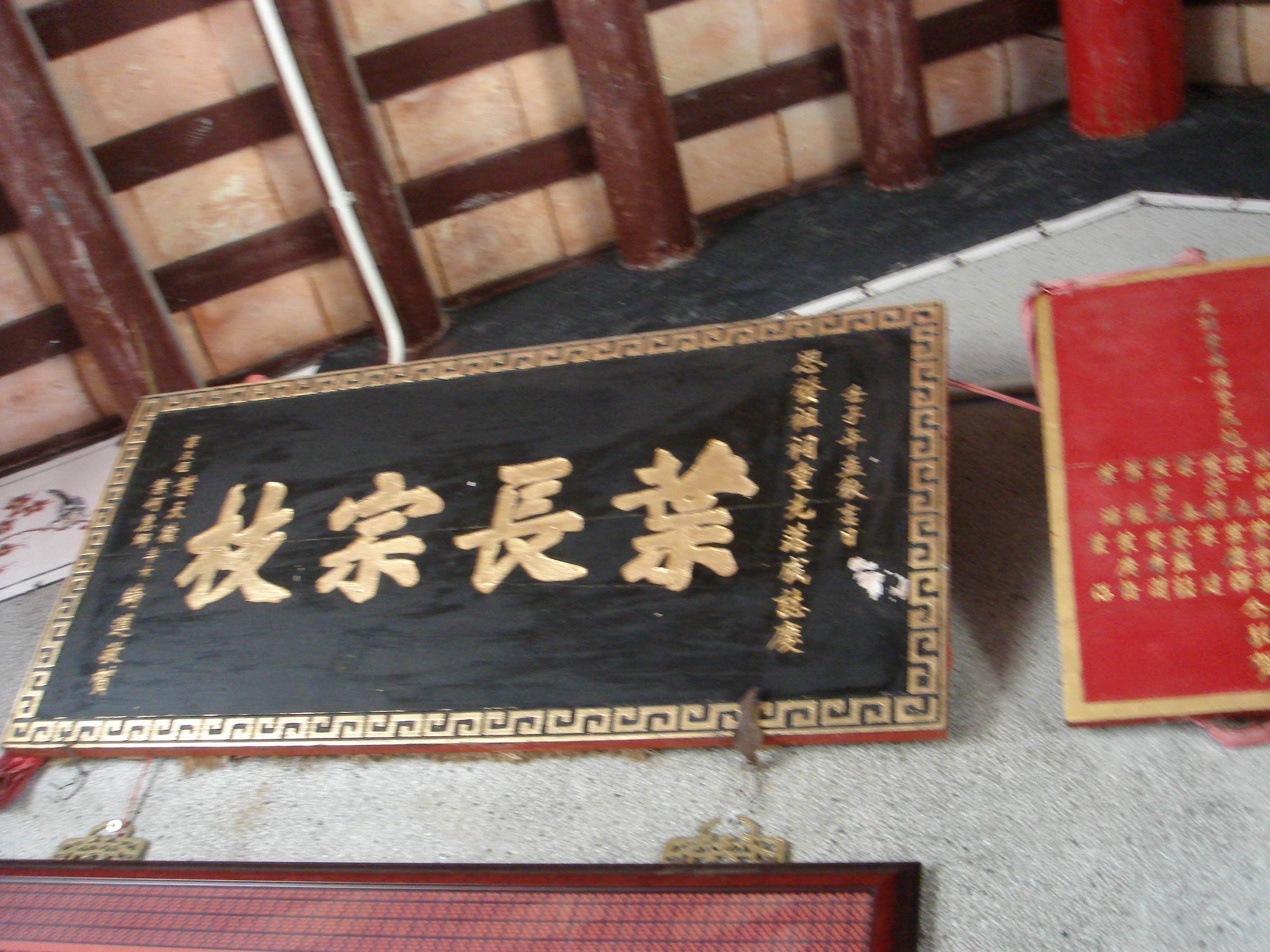
葉氏宗祠內部
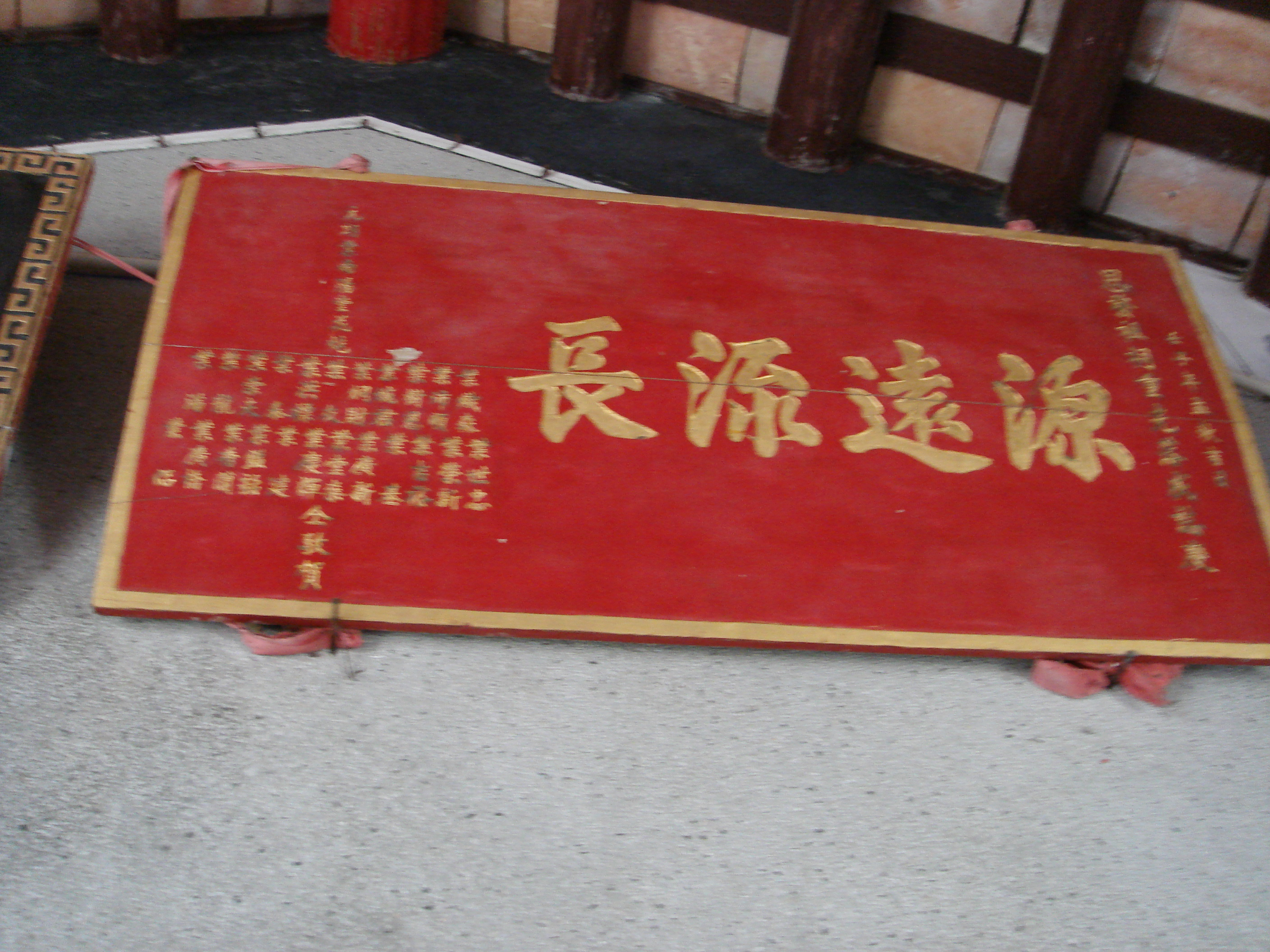
葉氏宗祠內部
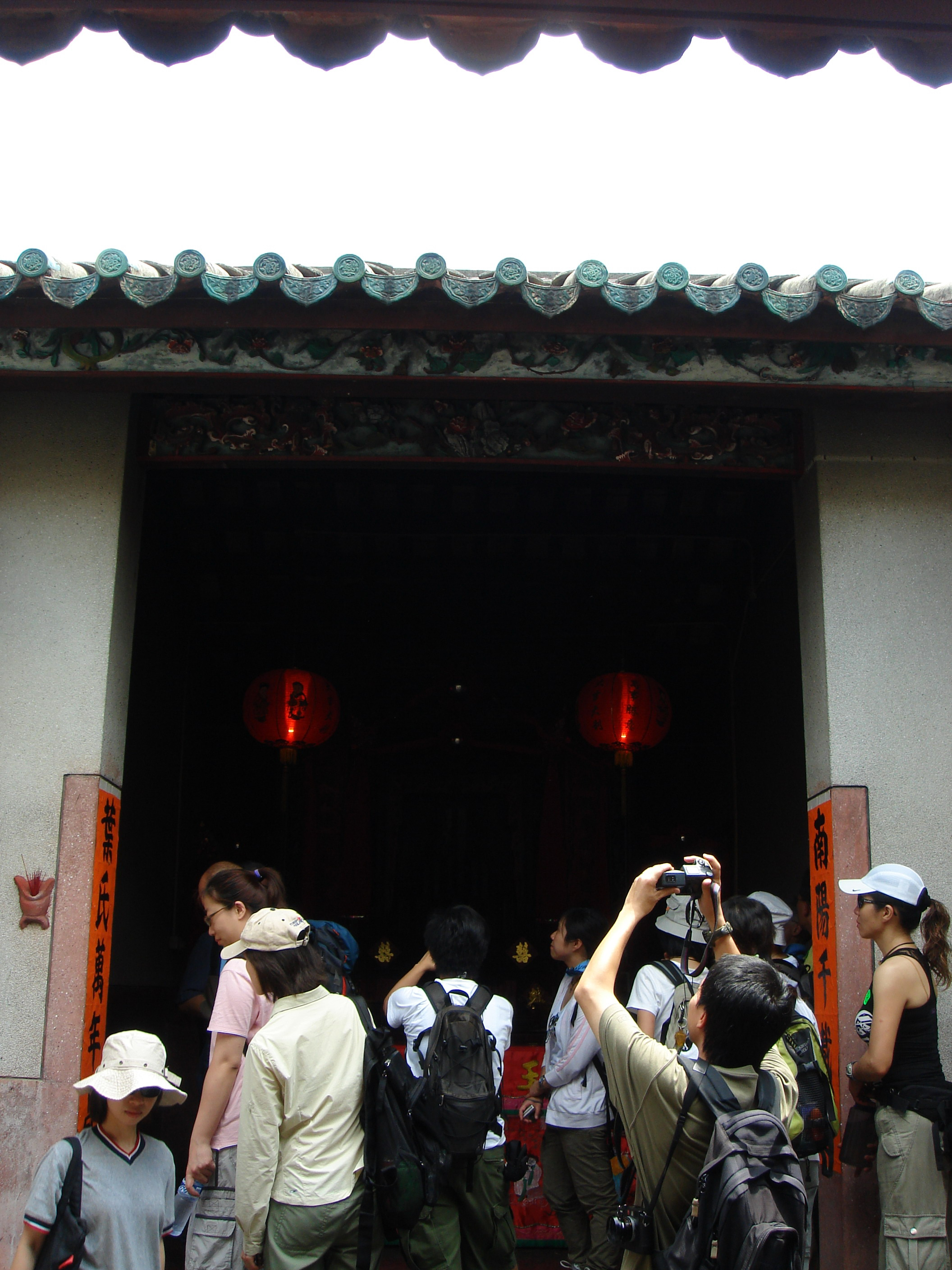
葉氏宗祠內部
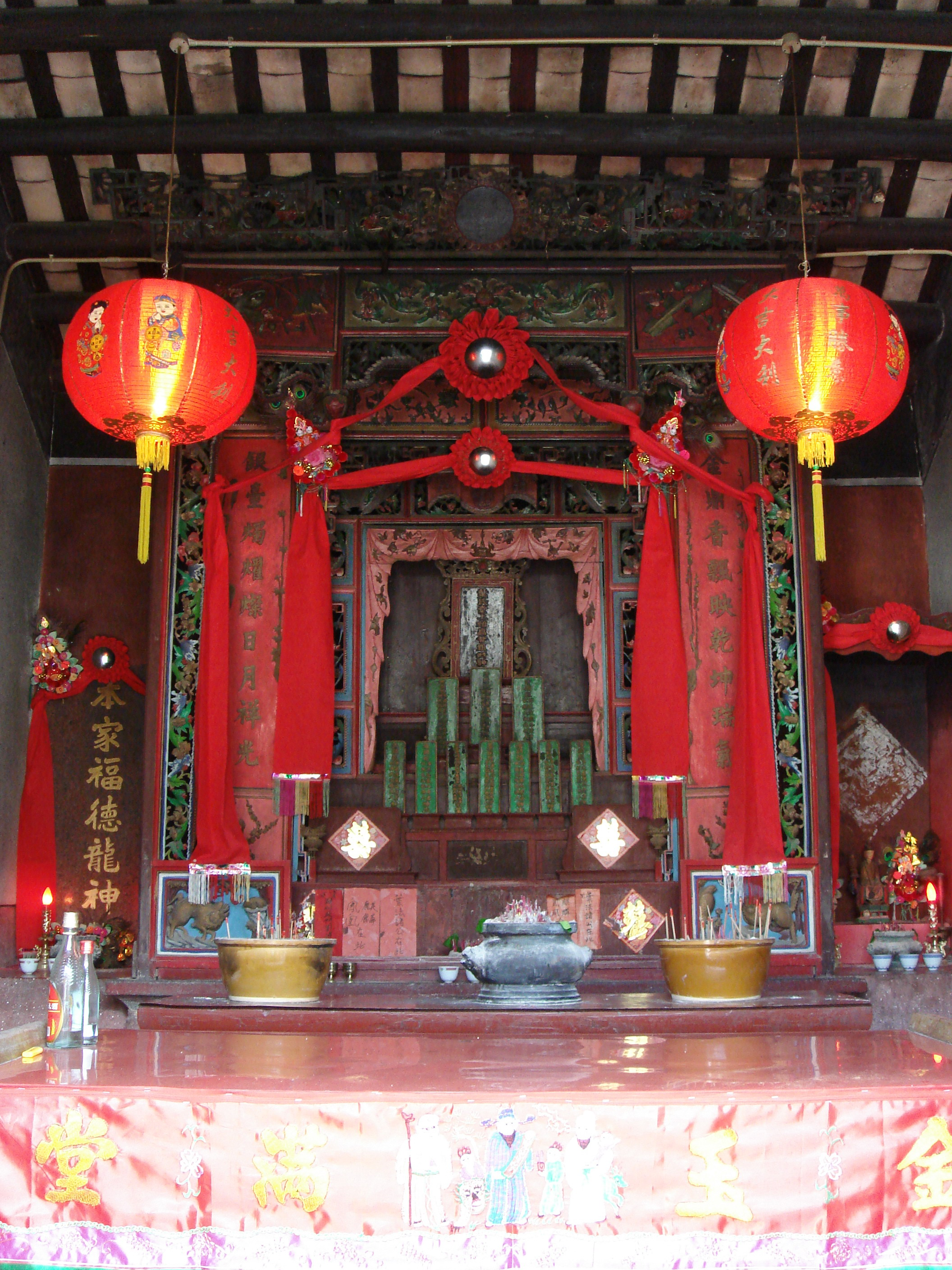
葉氏宗祠內部
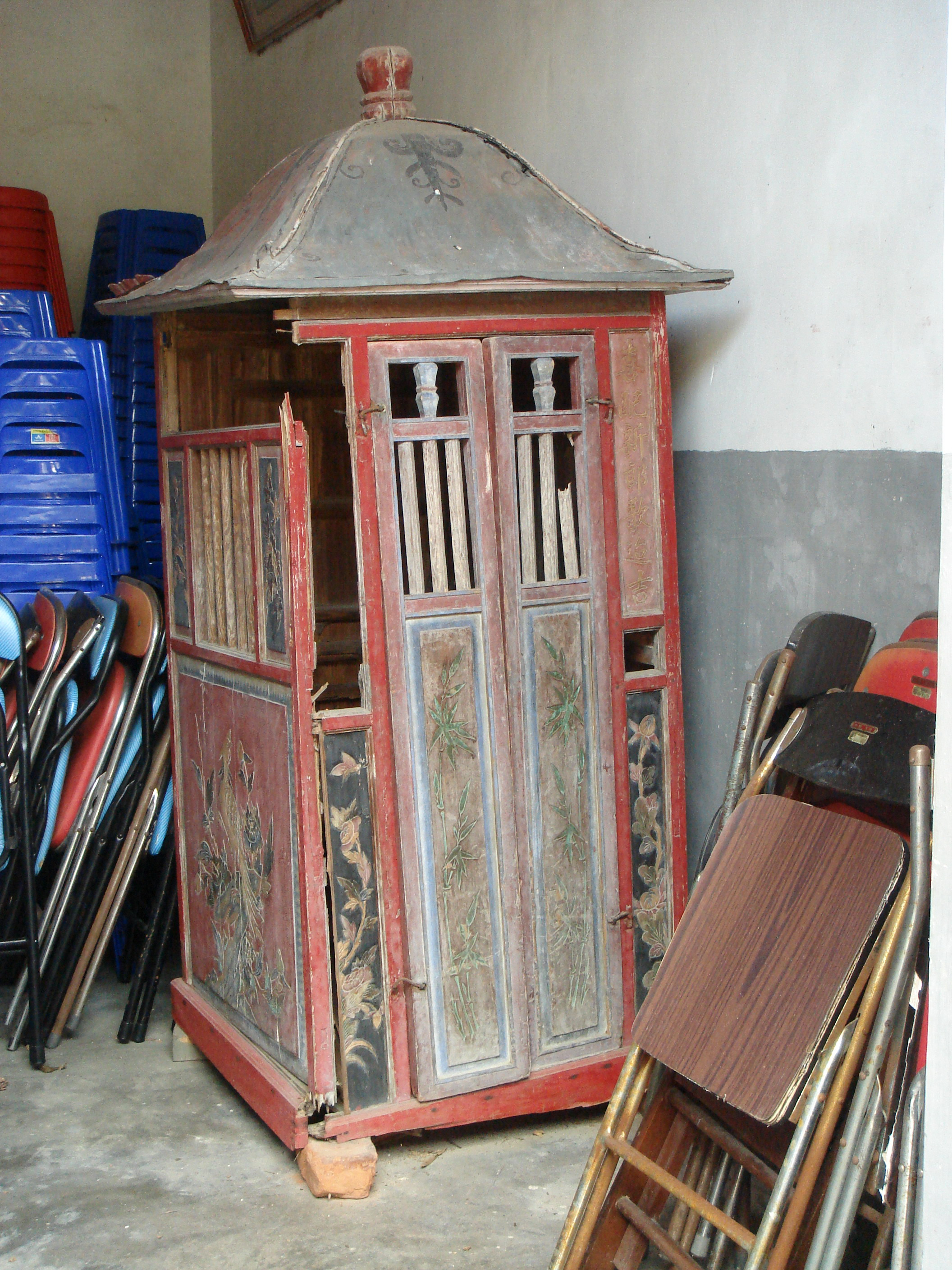
葉氏宗祠內一頂花轎，古時出嫁用
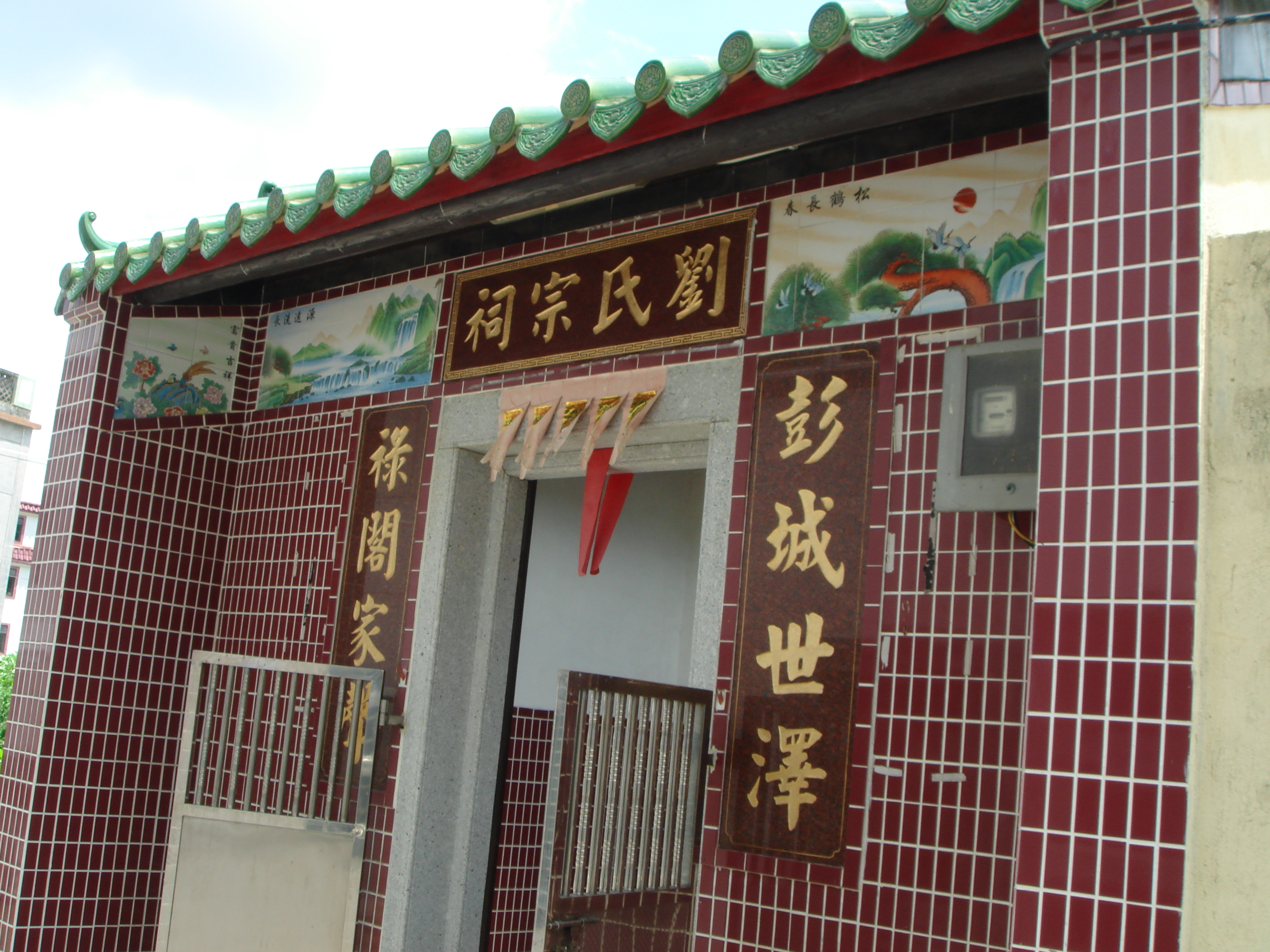
劉氏宗祠
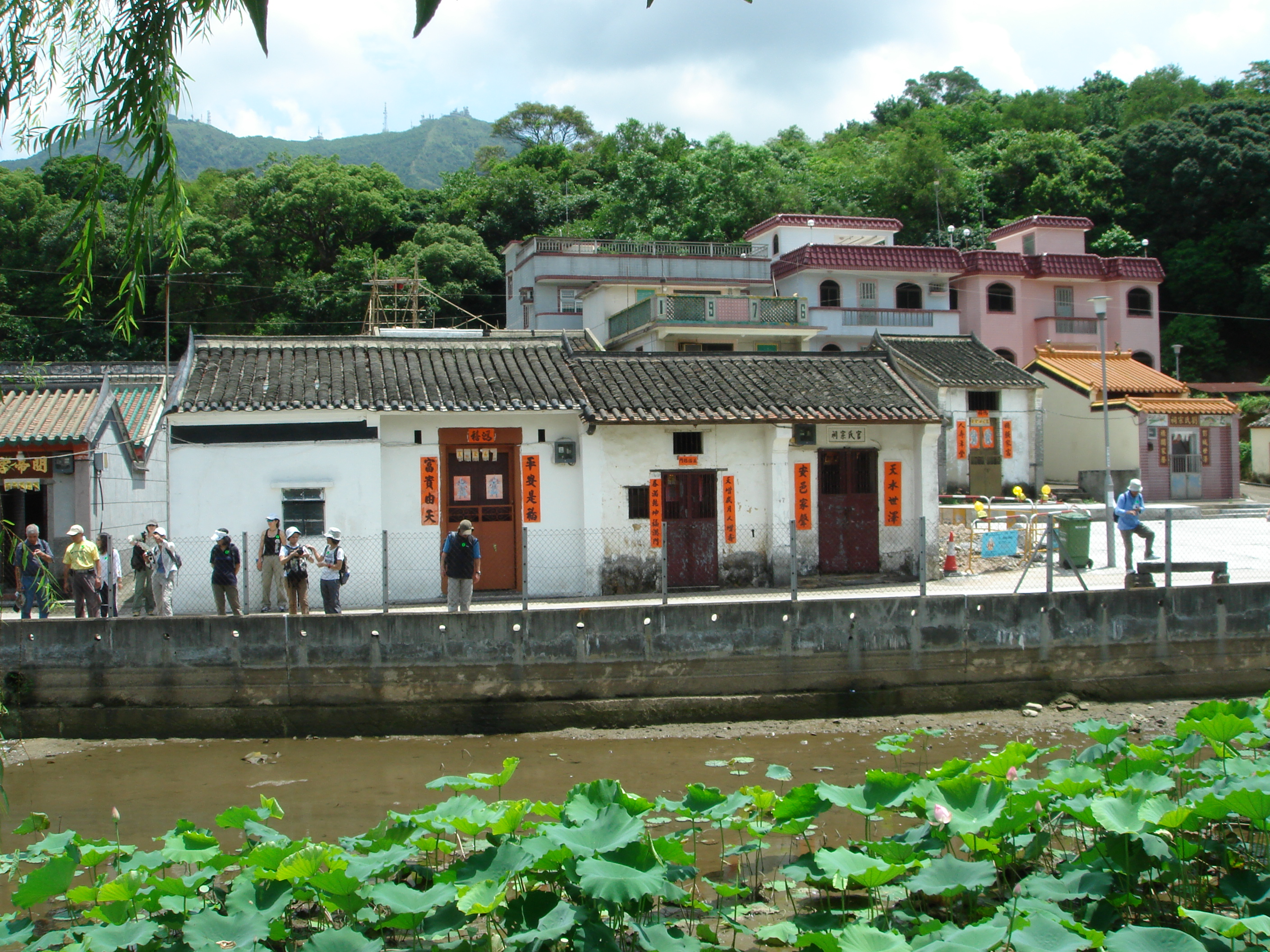
建築群
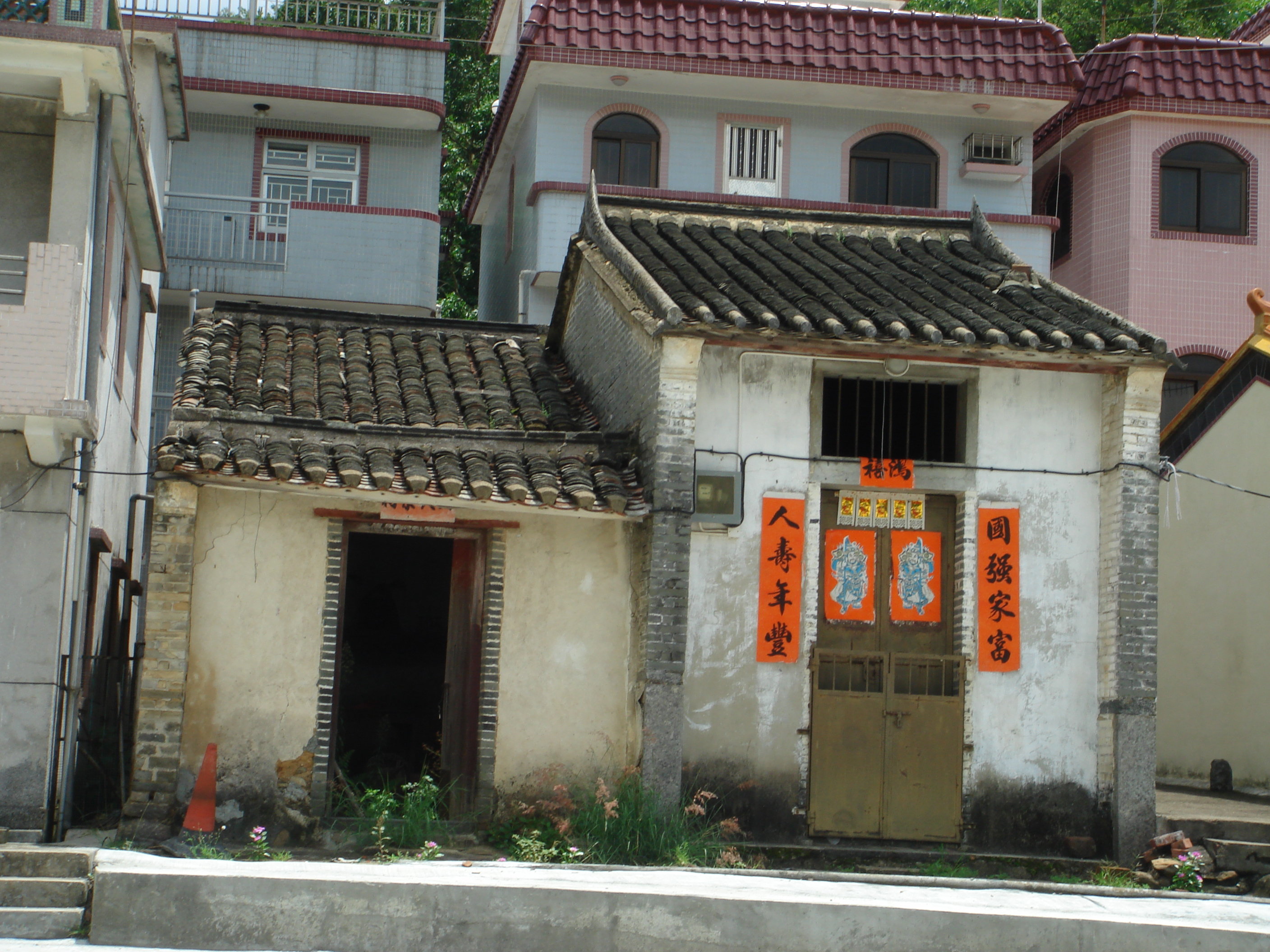
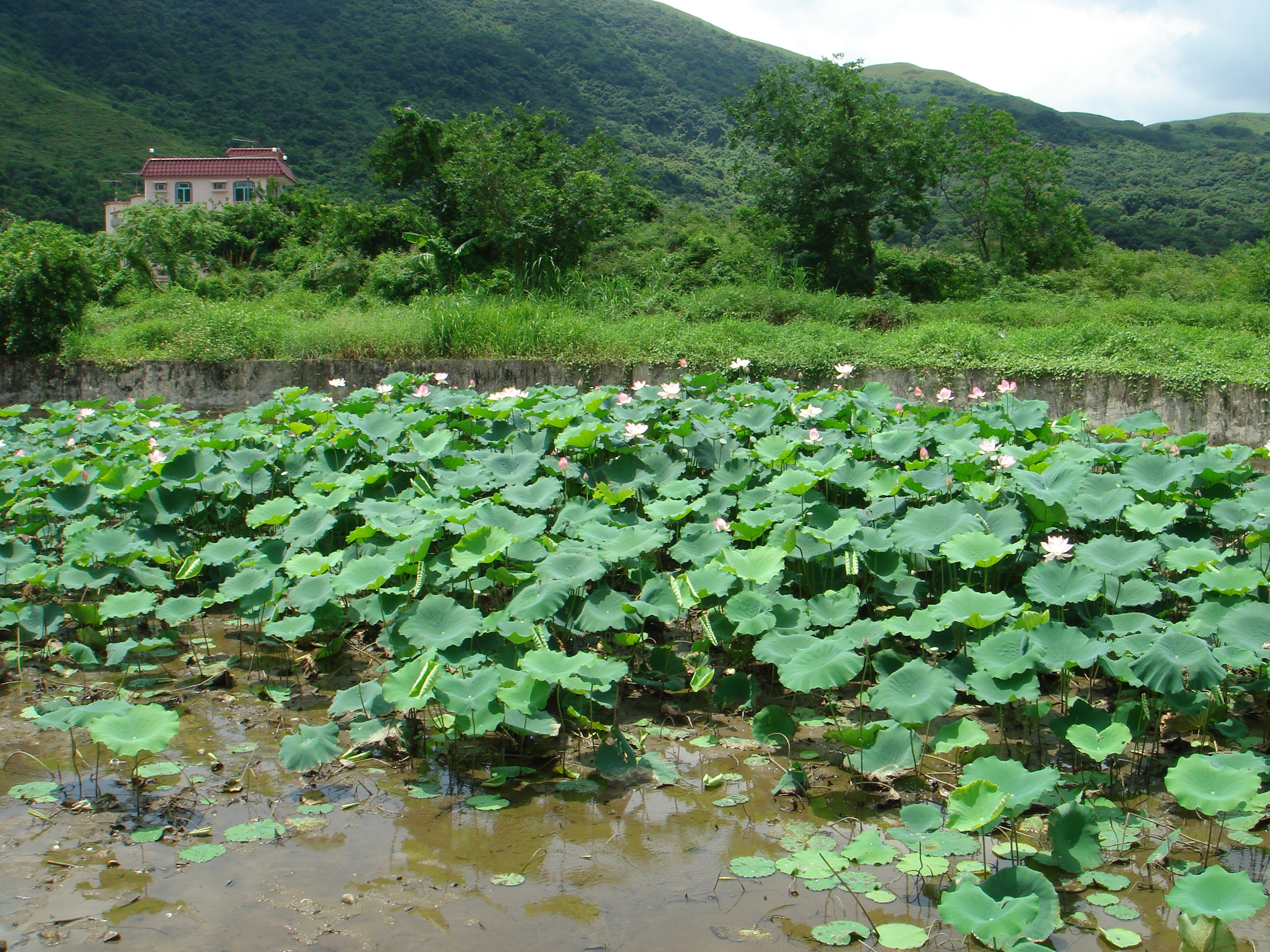
建築群對出池塘（塘水因工程暫被抽走）
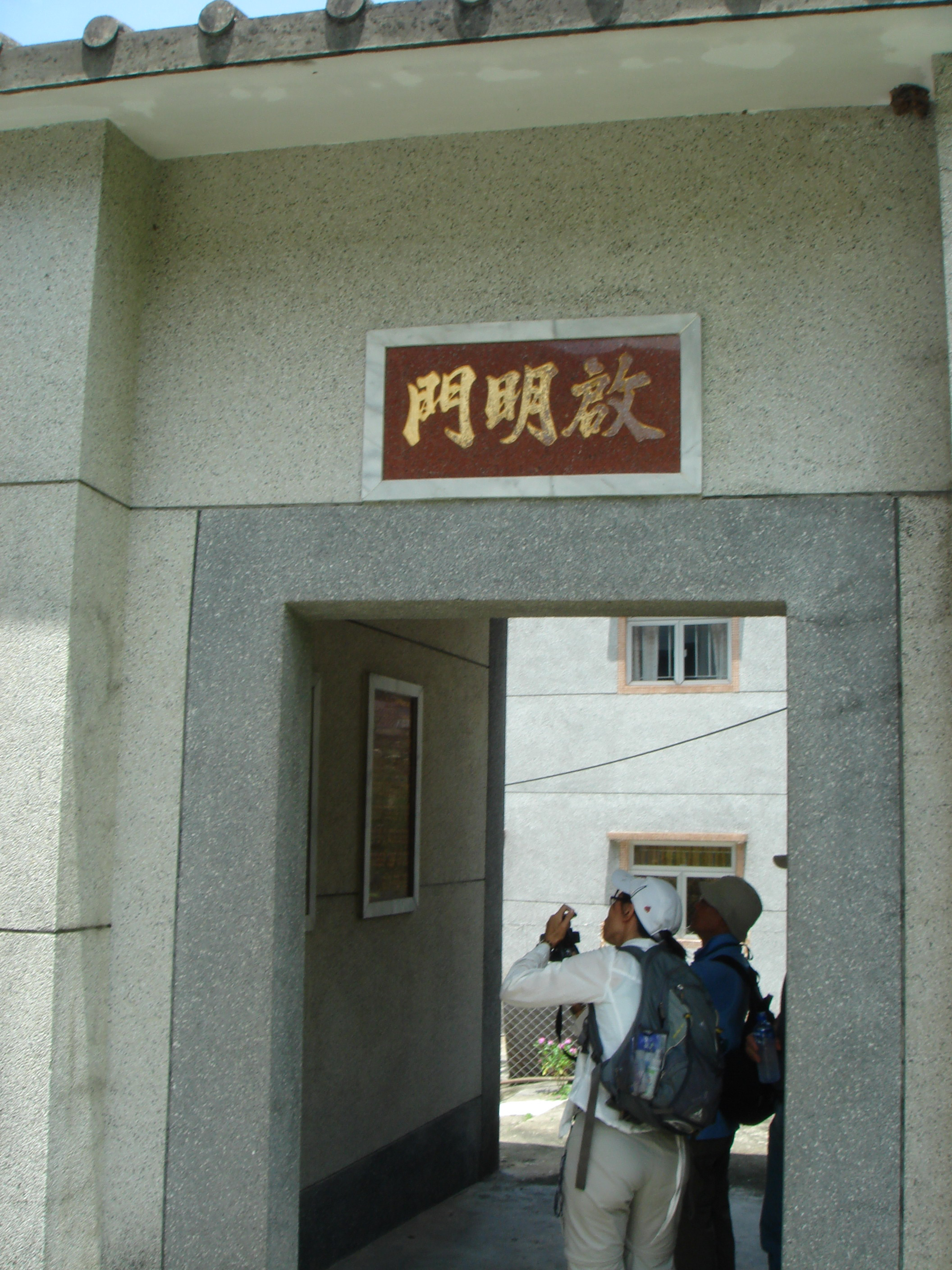
啟明門
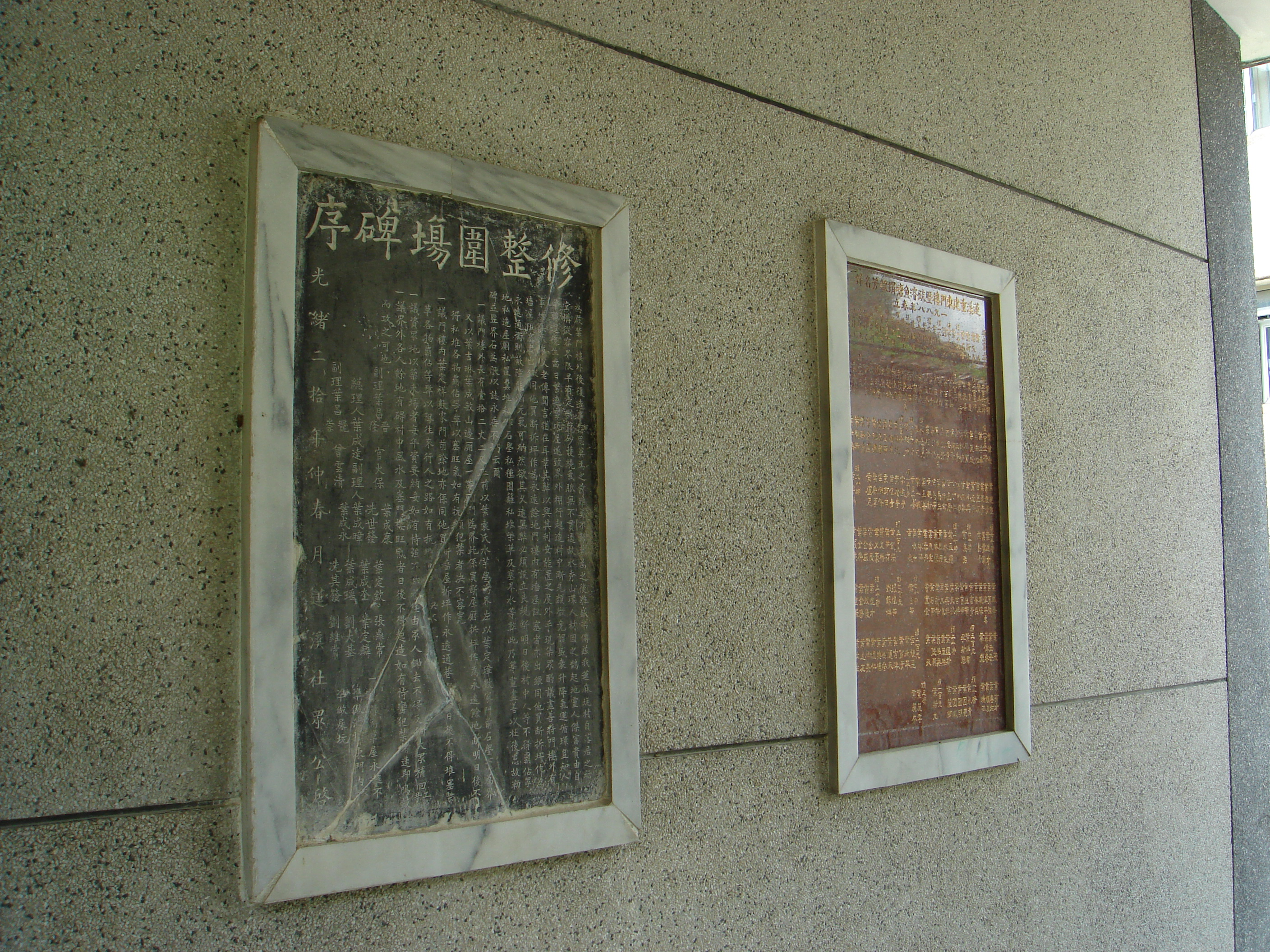
蓮麻坑啟明門內部（註：左邊黑色碑石歷史久遠）
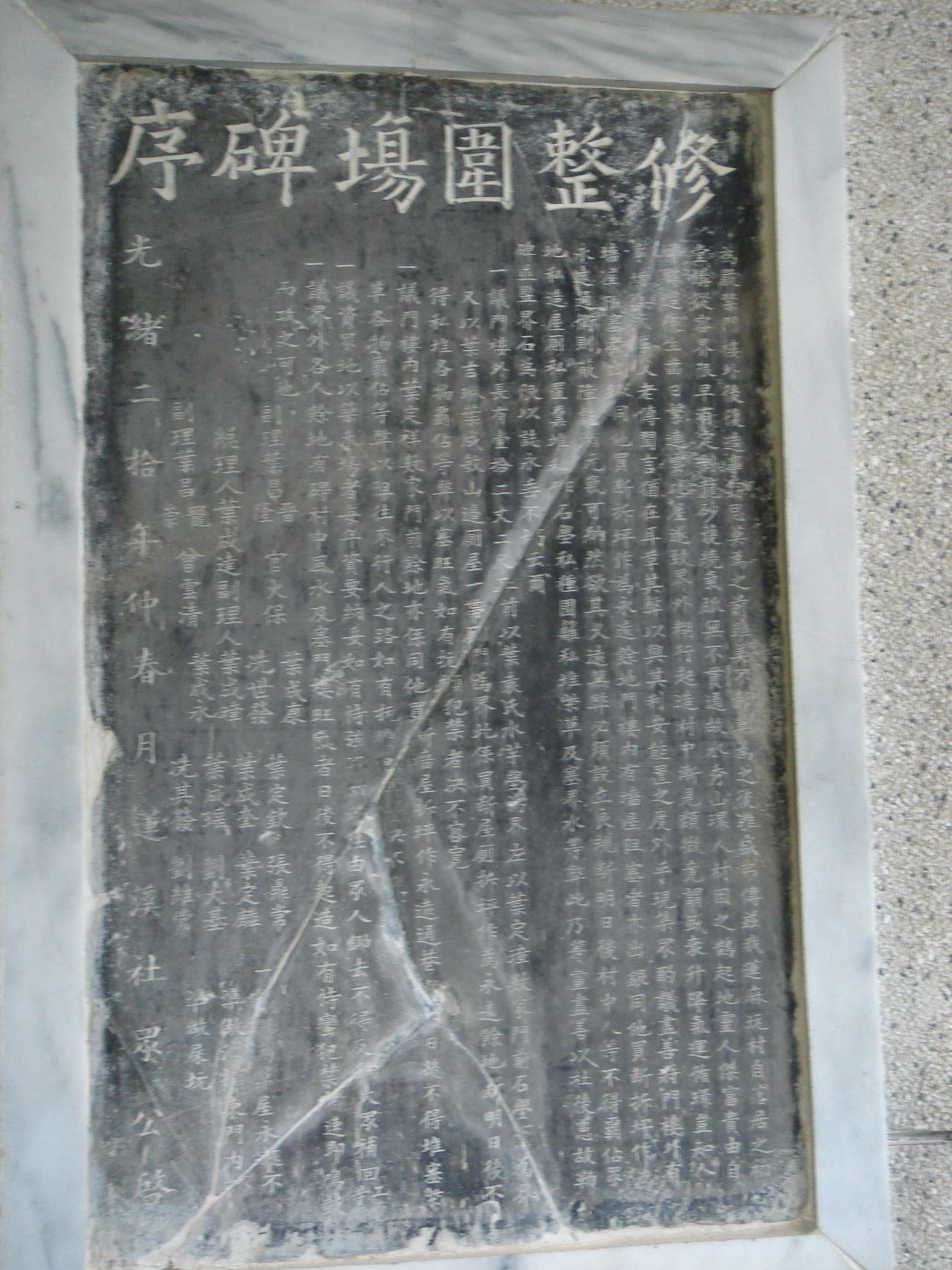
黑色碑石
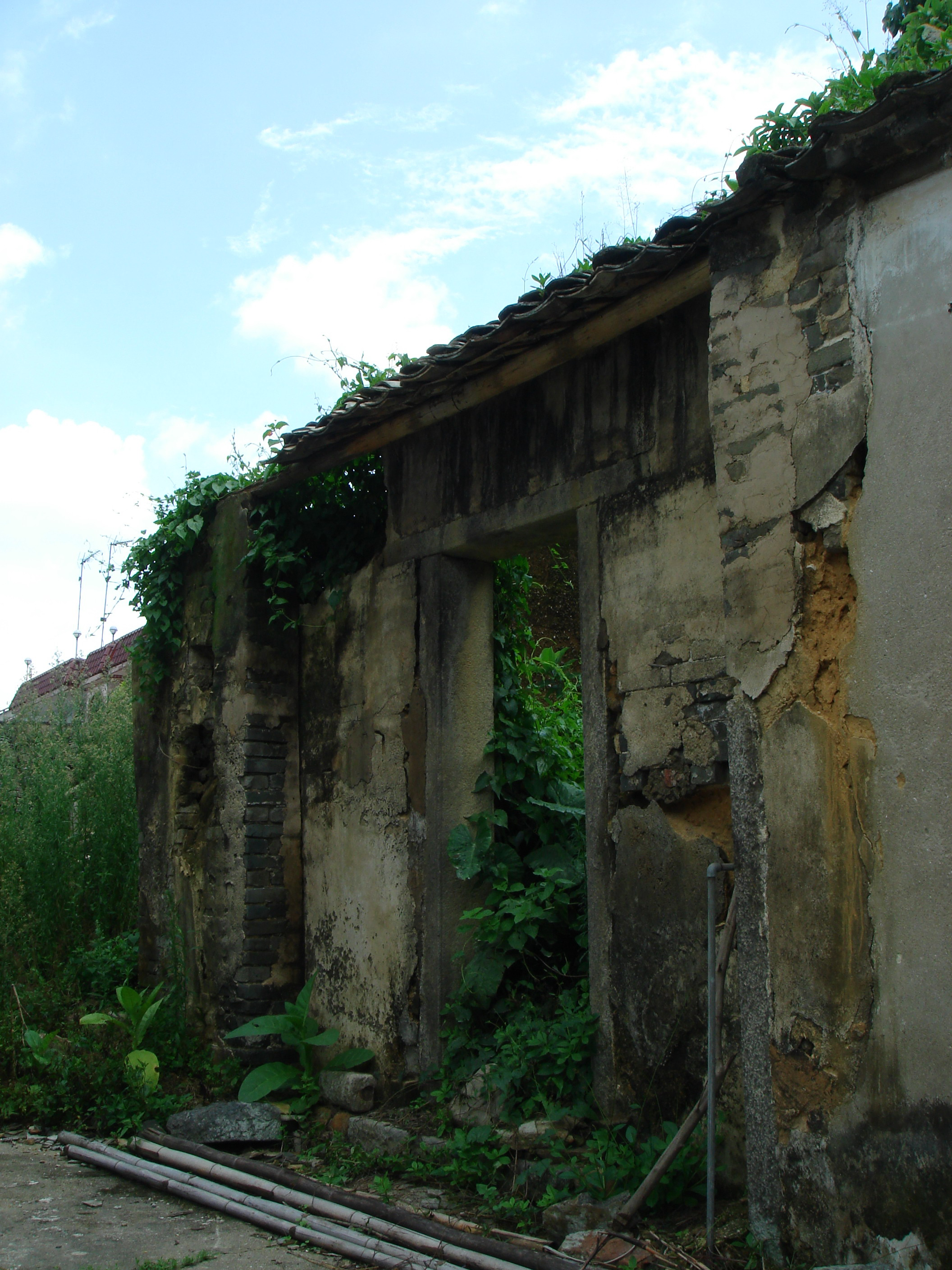
村內一破屋
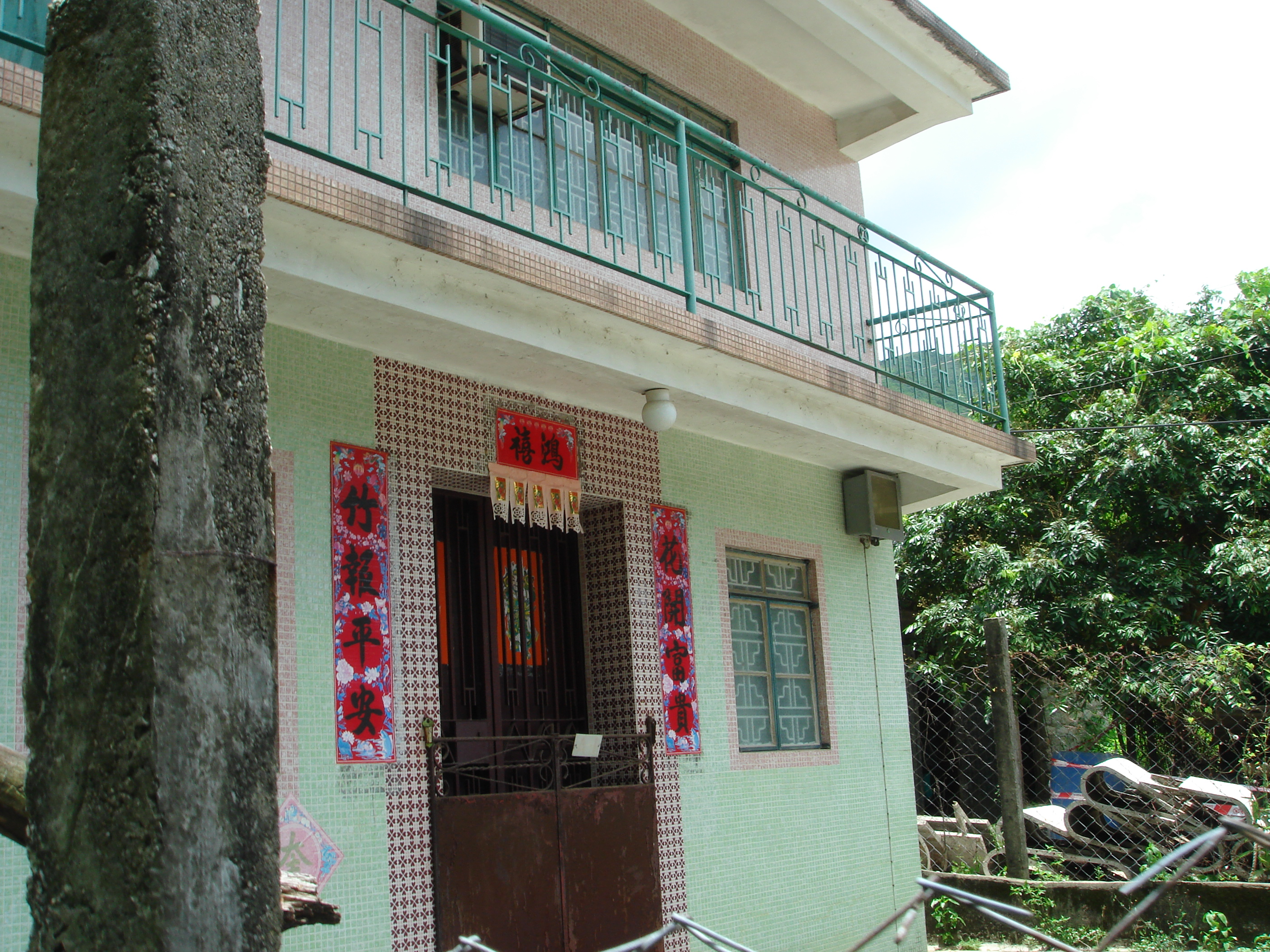
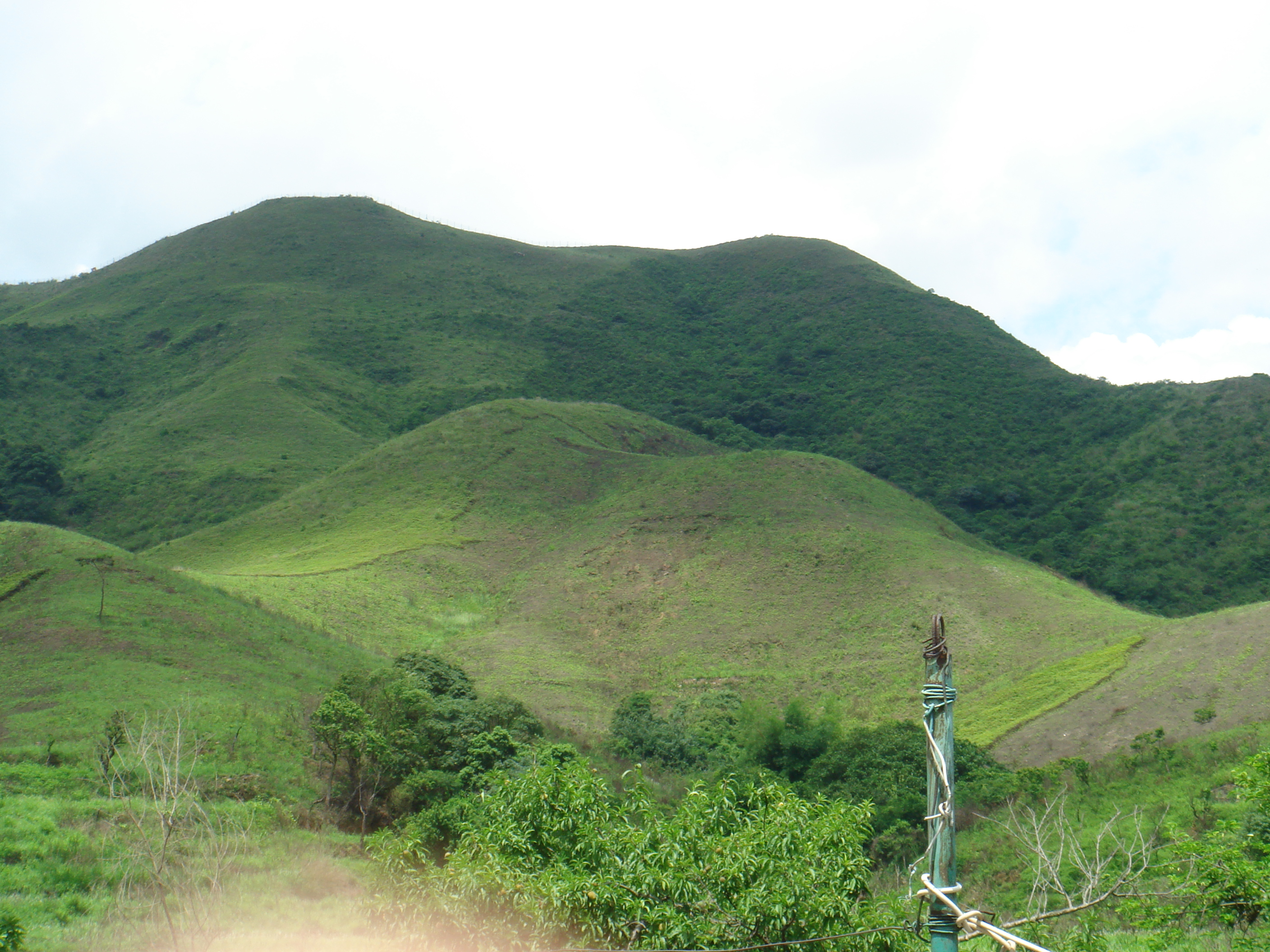
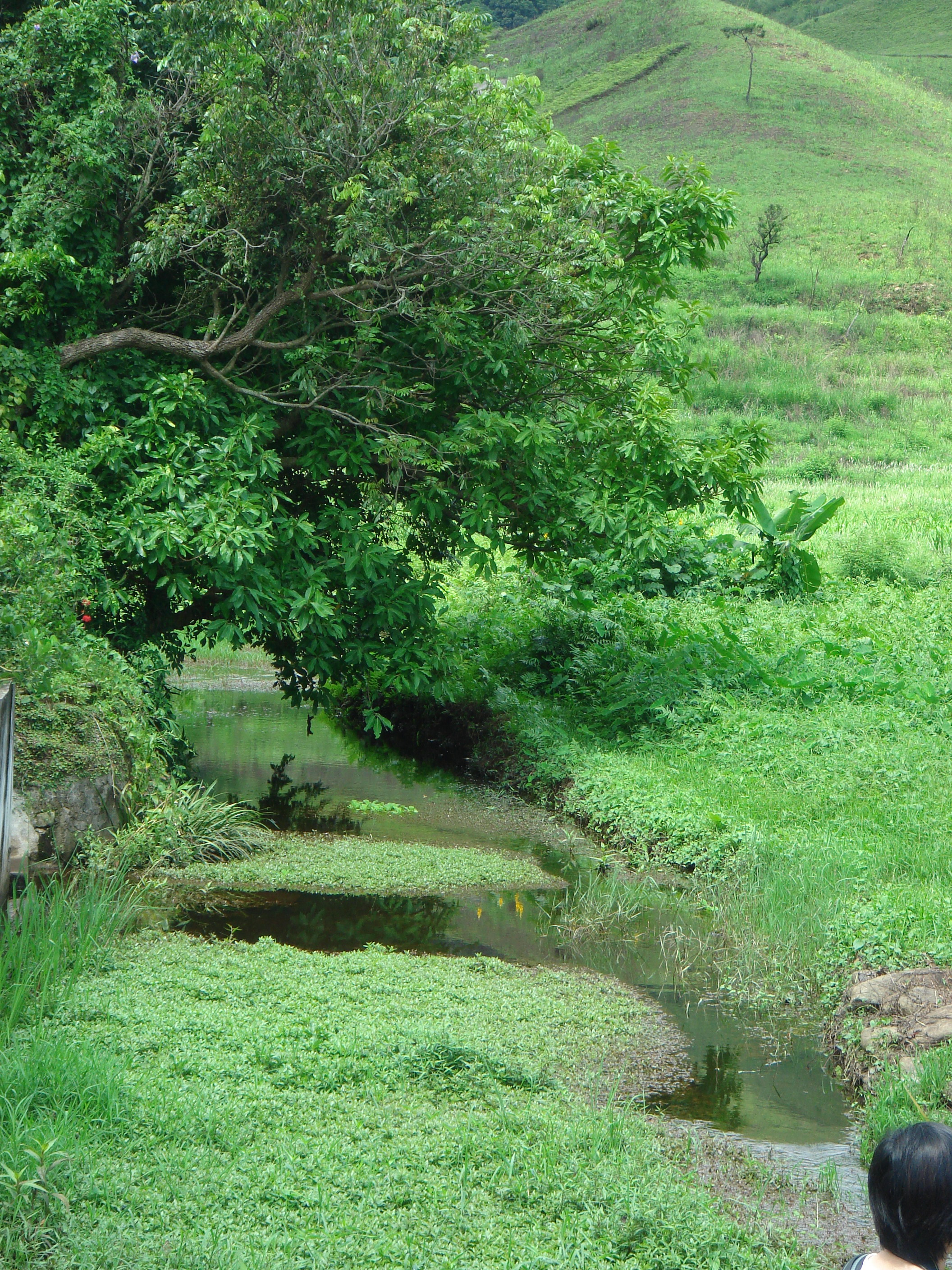
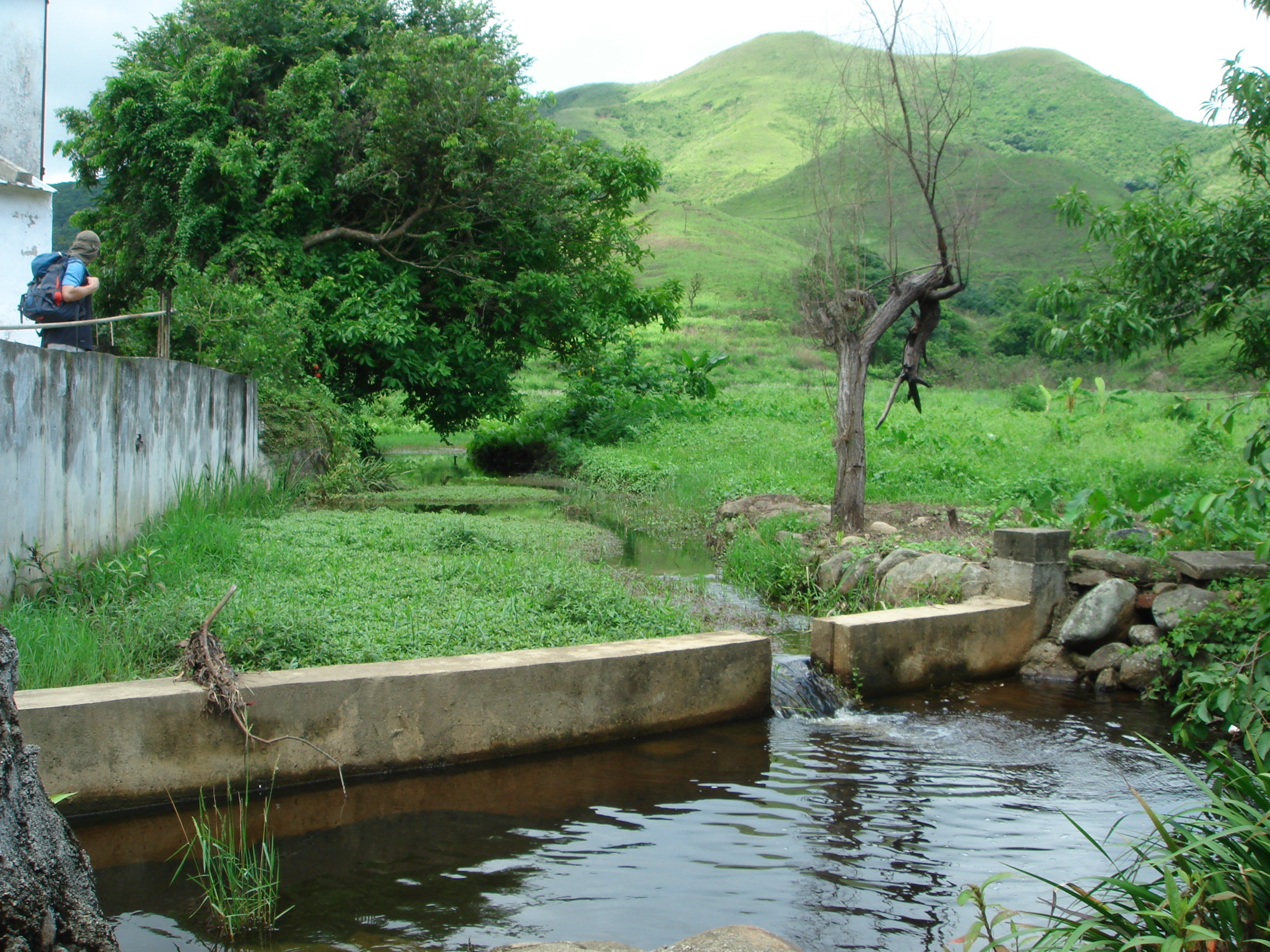
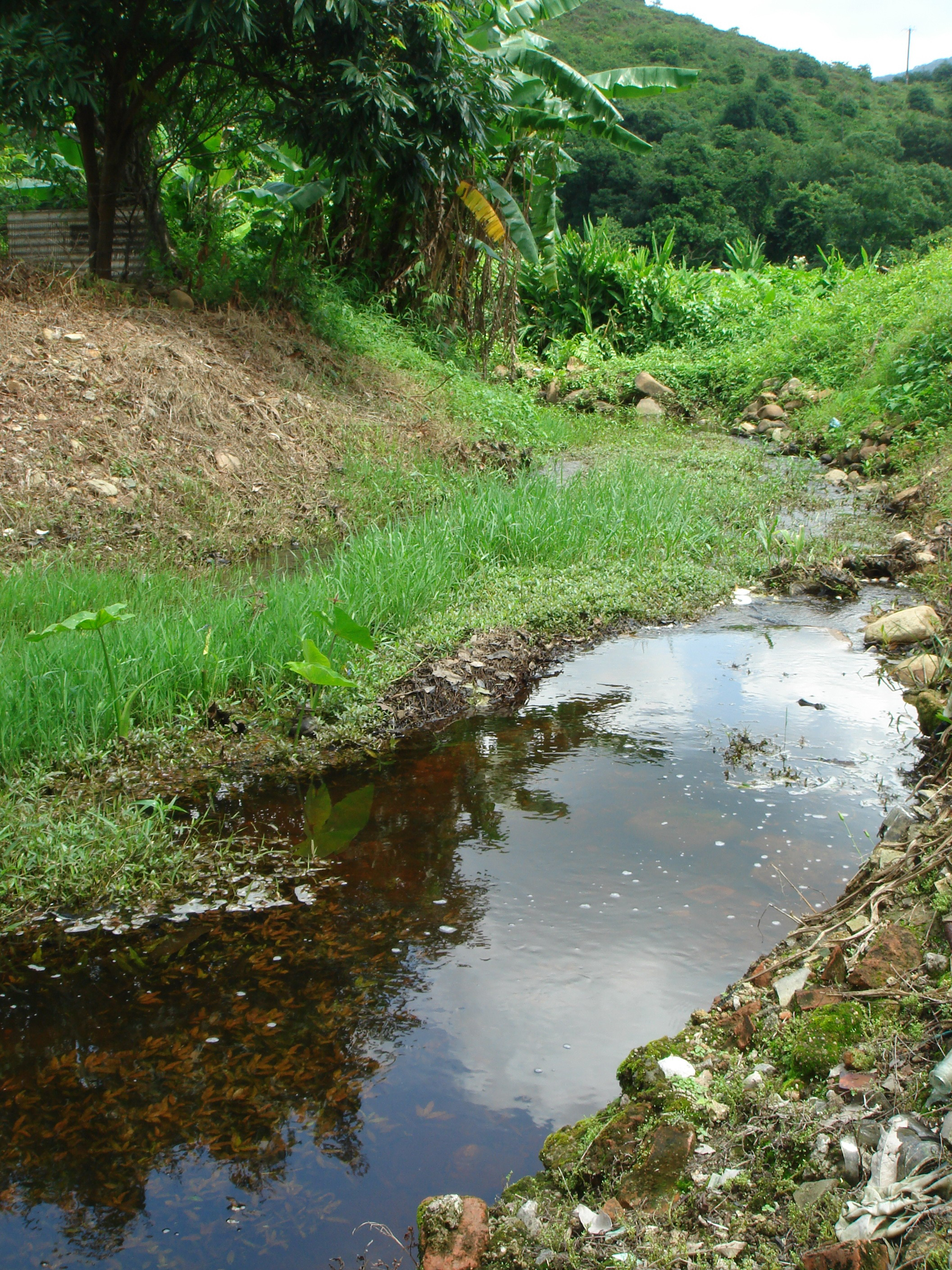
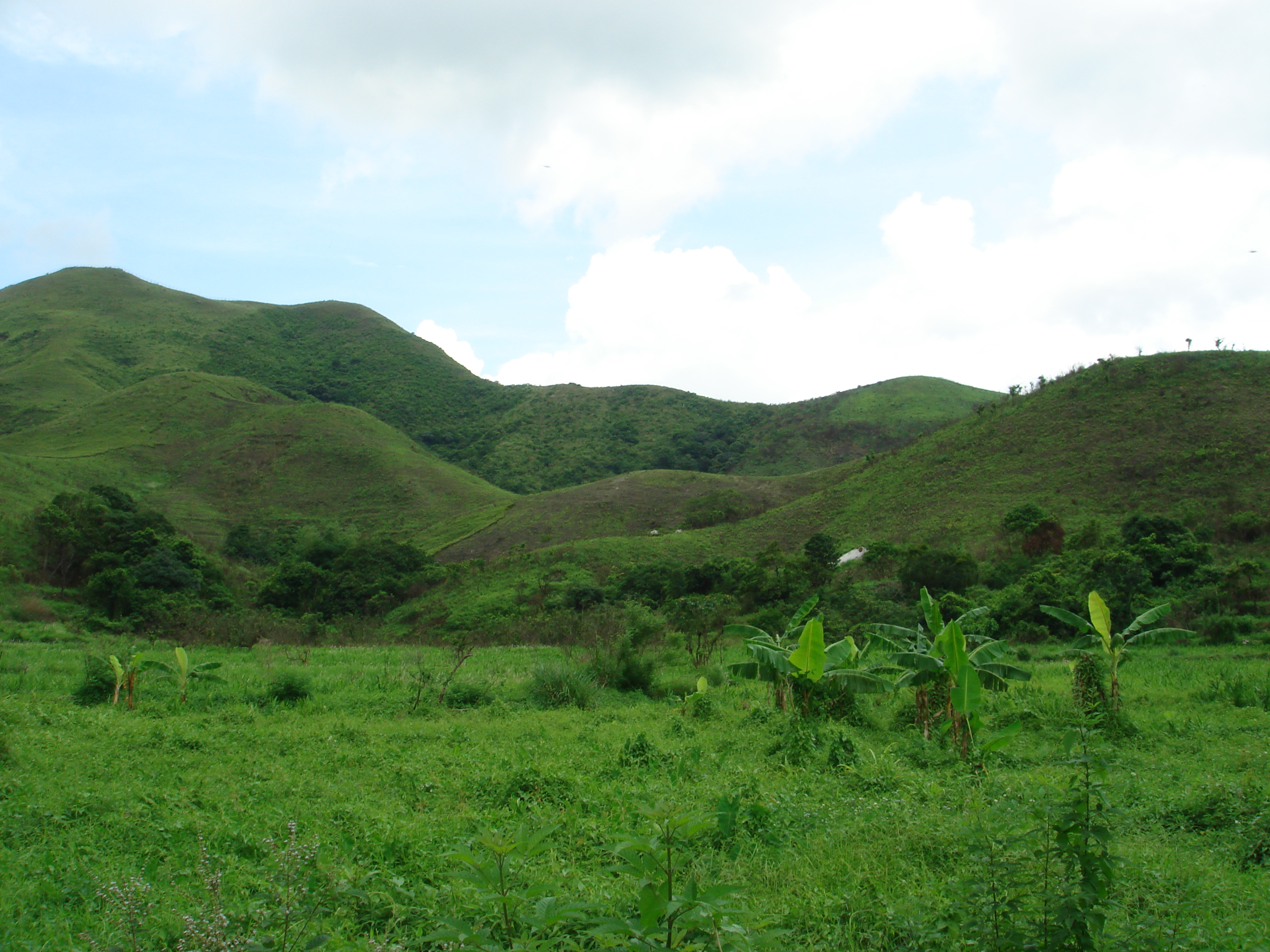
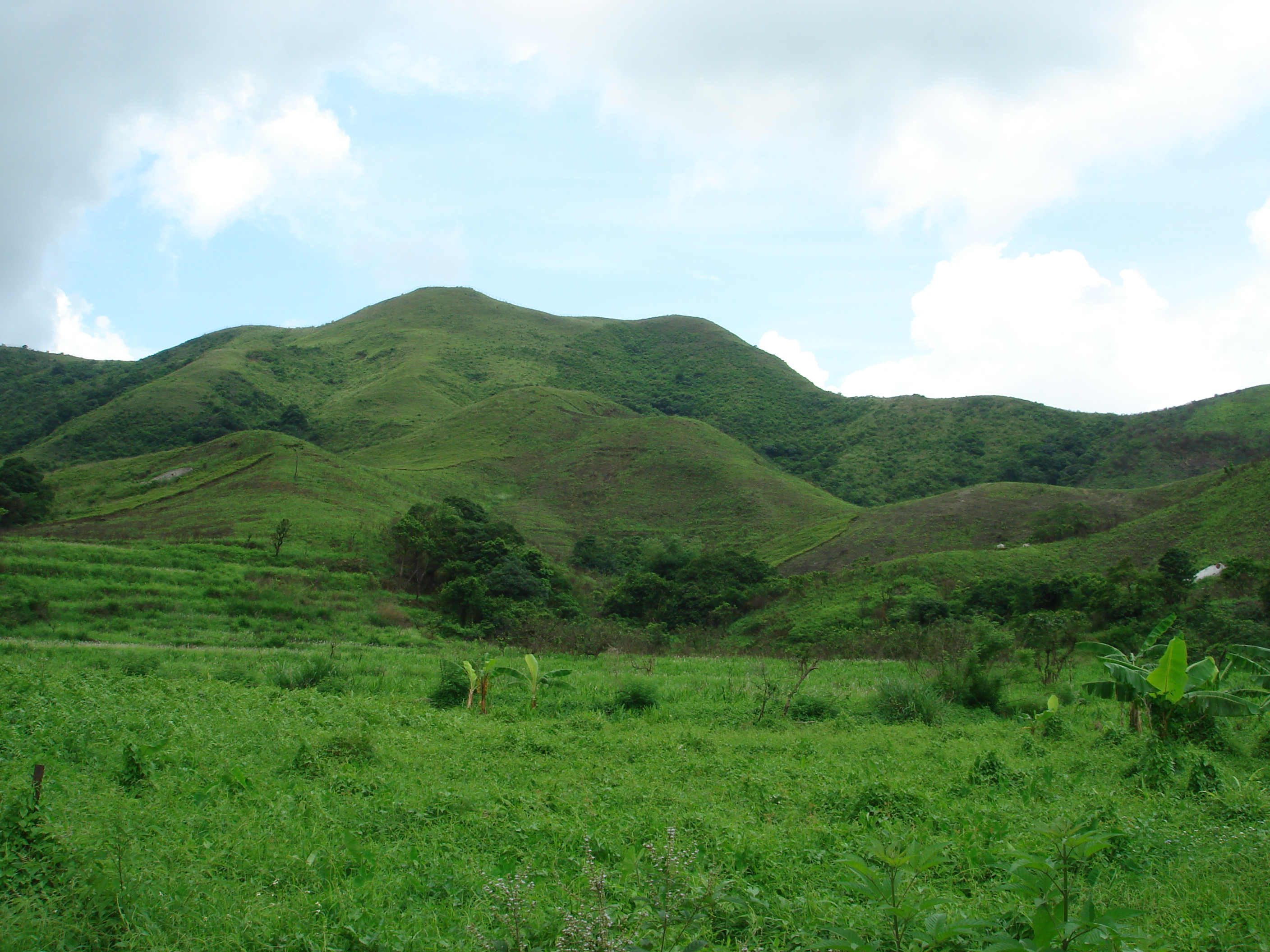
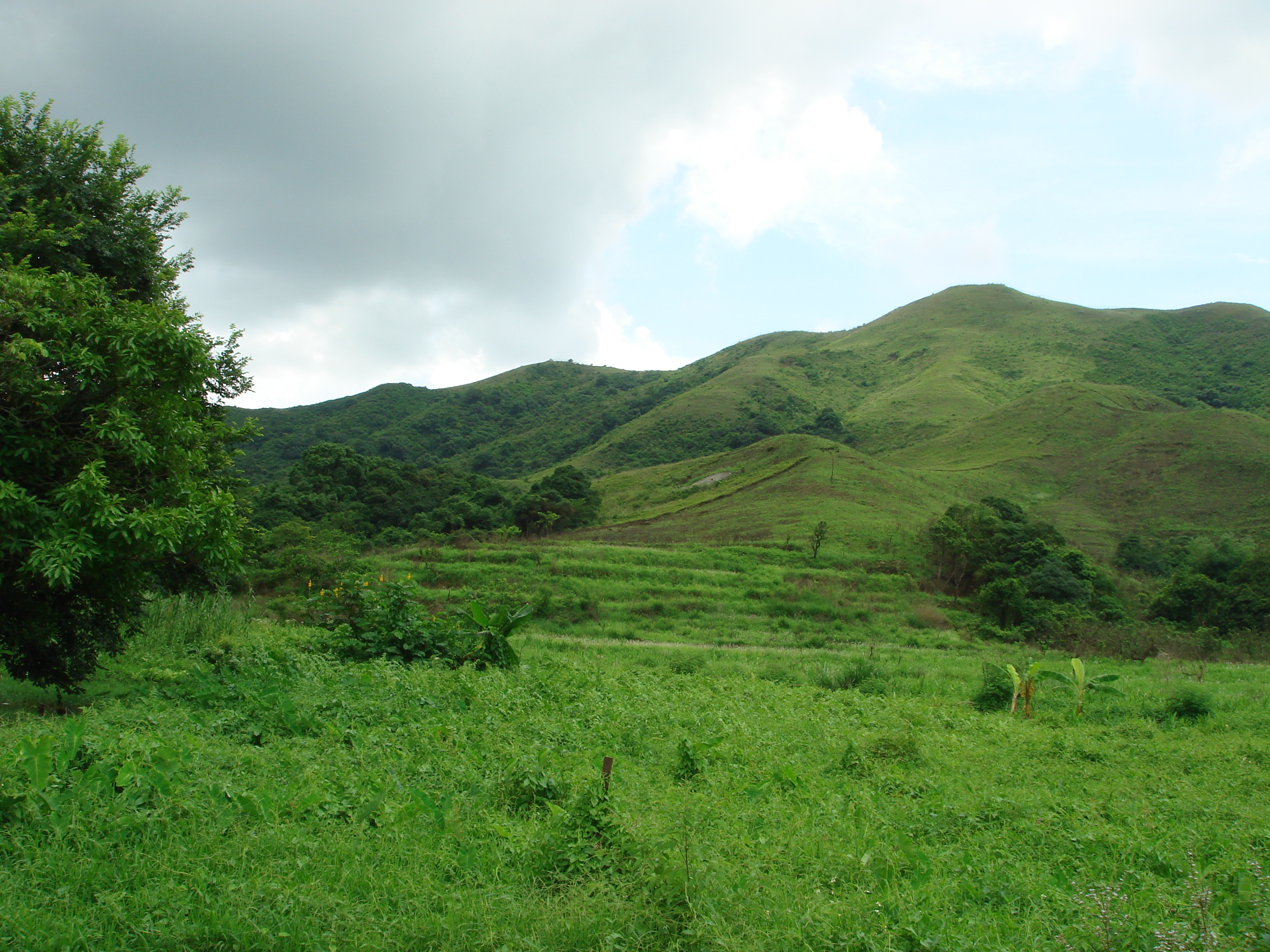
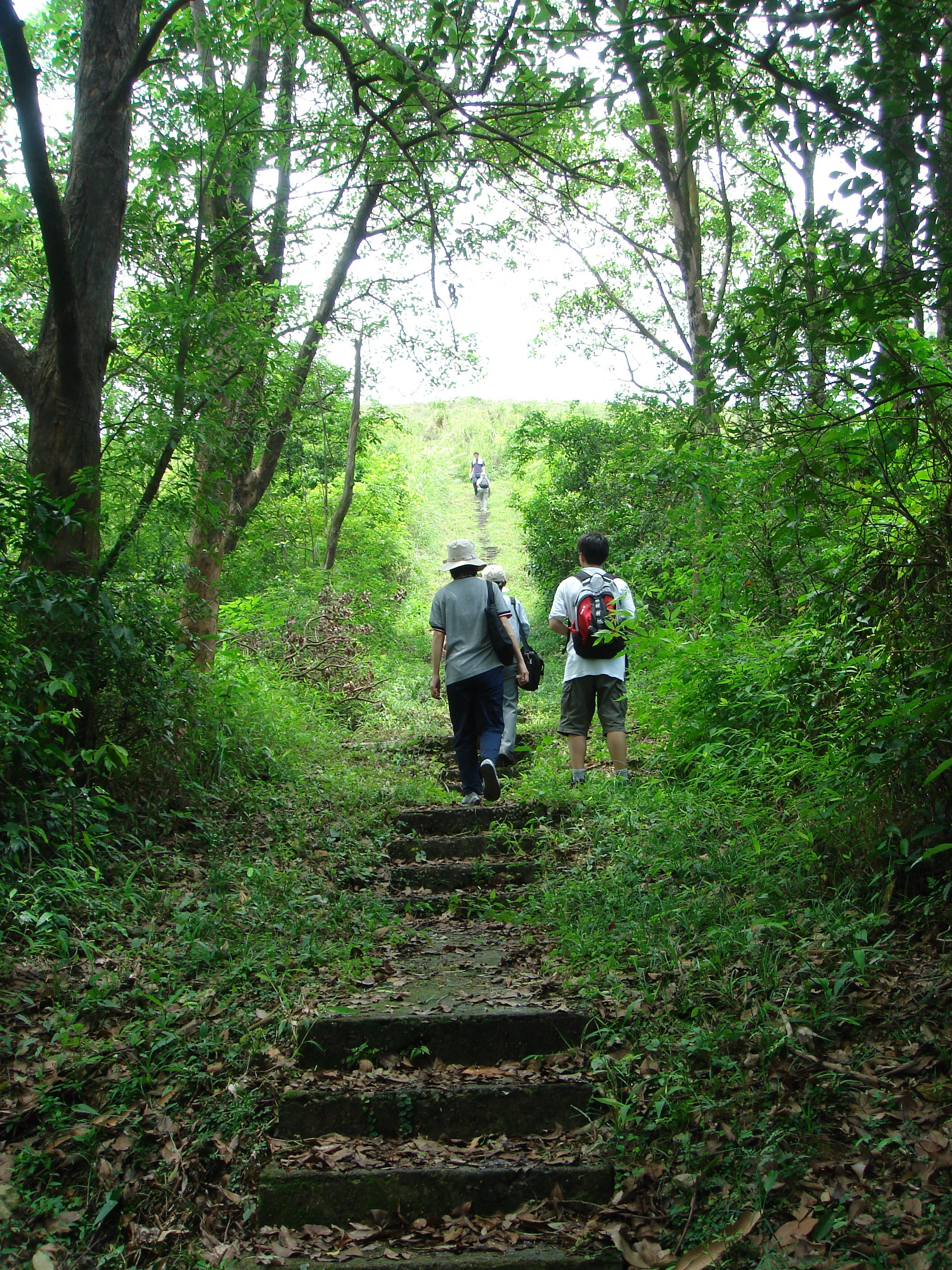
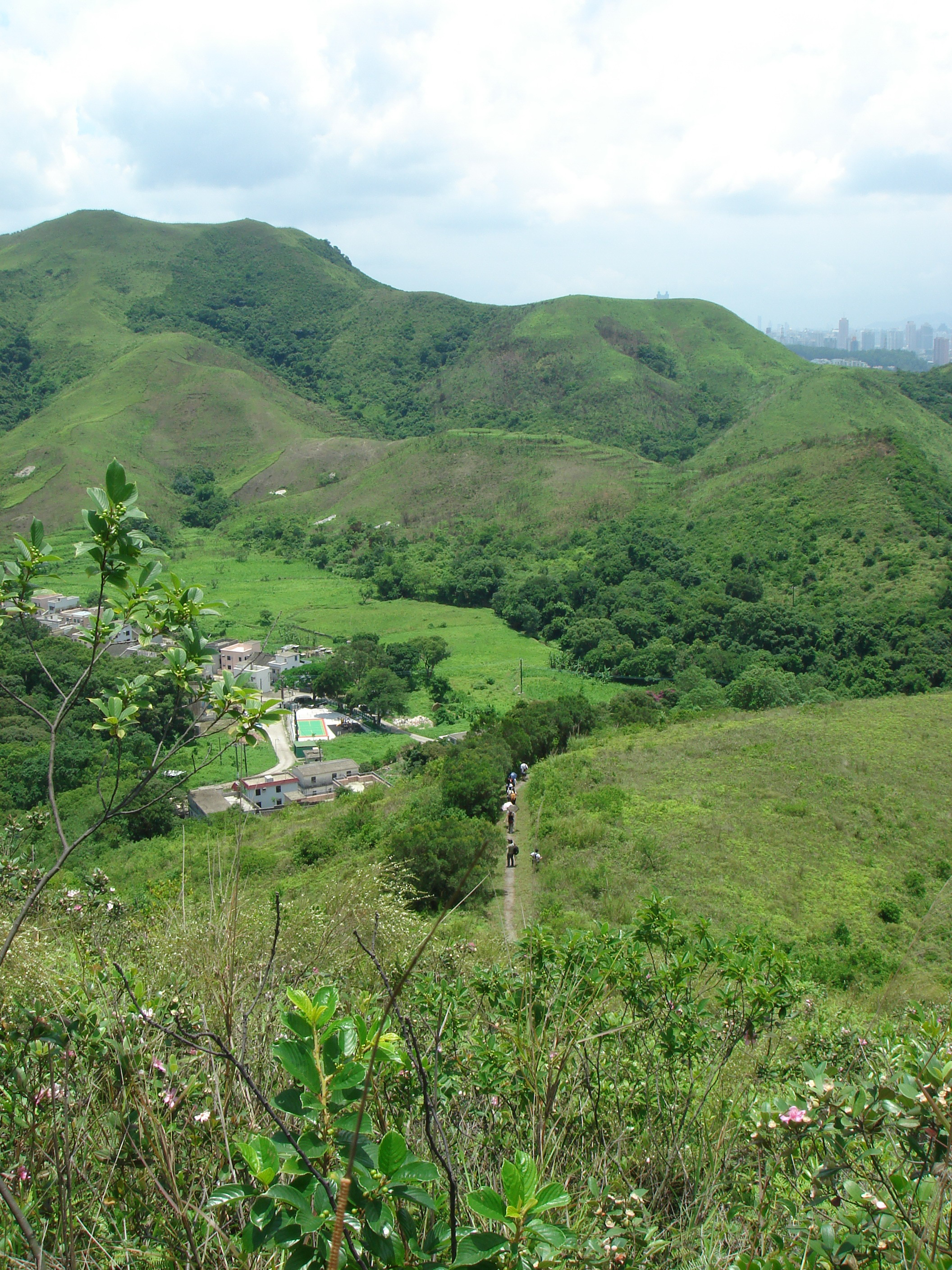
遠眺蓮麻坑村
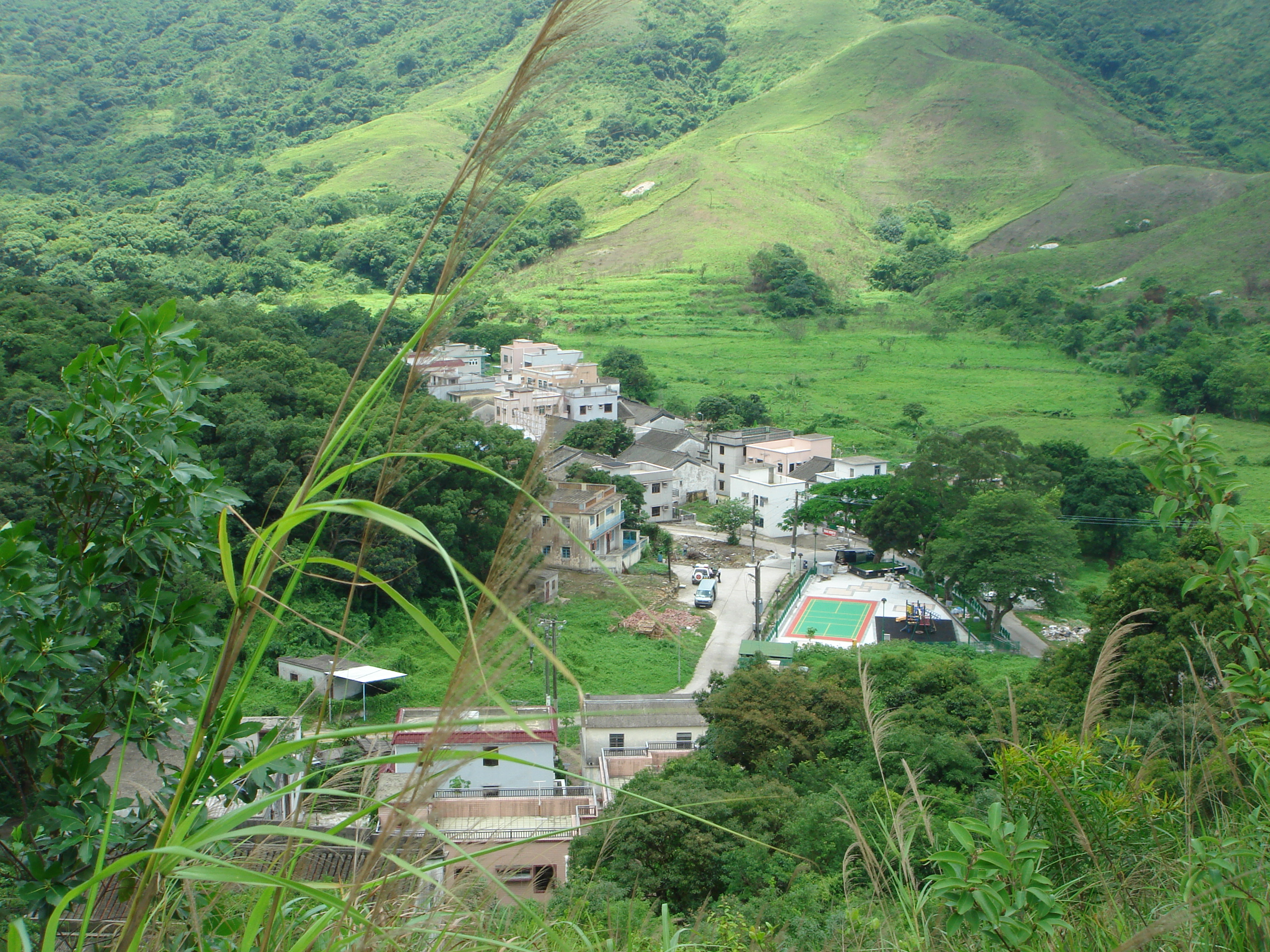

## 區議會議席分佈
由於蓮麻坑人口不足以成為一個區議會選區，所以往往跟鄰近的打鼓嶺、坪輋等鄉村範圍劃為同一個選區。
| 年度/範圍  | 2000-2003 | 2004-2007 | 2008-2011 | 2012-2015 | 2016-2019 | 2020-2023 | 2024-2027  |
| ---------- | --------- | --------- | --------- | --------- | --------- | --------- | ---------- |
| 整個蓮麻坑 | 沙打選區  | 沙打選區  | 沙打選區  | 沙打選區  | 沙打選區  | 沙打選區  | 紅花嶺選區 |

## 外部鏈結
- 「 世 外 桃 源 」 冀 盡 早 脫 離 禁 區 －2007年2月5日
- 三攻蓮麻坑炸藥庫──葉維里談抗日威水史 － 2005年6月9日 大公報
- 訪"東縱"香港老戰士聯誼會會長葉維里 － 2003年11月28日 新華網
- 日寇鐵蹄下的苦難/葉維里 － 2005年8月5日 大公報
- 捍禦香港生物多樣化 － 2004年5月4日 嘉道理農場
- 邊 境 禁 區 ( 二 ) 沙 頭 角 鄉 郊（页面存档备份，存于） － 香港地方 (網站)
- 麻雀嶺上好風光（页面存档备份，存于）
- 香園圍設港深新口岸．解禁地多歷史建築．村民籌劃旅遊業 － 2008年3月11日 蘋果日報
- 《蓮麻坑村志》劉蜀永、蘇萬興(2015年7月)
- 蓮麻坑村部落格（页面存档备份，存于）